# ATP Challenger Tour 2011
L'ATP Challenger Tour è una serie di tornei internazionali maschili studiati per consentire a giocatori di seconda fascia di acquisire un ranking sufficiente per accedere ai tabelloni principali.
Nella stagione 2011 sono stati disputati 149 tornei Challenger con un montepremi compreso tra i 35.000 e i 150.000 dollari.

## Calendario

### Gennaio
| Settimana  | Torneo | Campione | Finalista | Semifinalisti | Eliminati ai quarti |
| ---------- | --- | --- | --- | --- | --- |
| 3 gennaio  | Prime Cup Aberto de São Paulo 2011 San Paolo, Brasile Serie regolari 100 000 $+H – Cemento – 32S/32Q/16D Singolare - Doppio                     | Ricardo Mello 6–2, 6–1                                                                                                   | Rafael Camilo | Federico Delbonis Adrián Menéndez Maceiras                                                                               | Juan Pablo Brzezicki João Souza Uladzimir Ihnacik Thomas Fabbiano                                                                 |
| 3 gennaio  | Prime Cup Aberto de São Paulo 2011 San Paolo, Brasile Serie regolari 100 000 $+H – Cemento – 32S/32Q/16D Singolare - Doppio                     | Franco Ferreiro André Sá 7–5, 7–6(12)                                                                                    | Santiago González Horacio Zeballos                                                                                       | Federico Delbonis Adrián Menéndez Maceiras                                                                               | Juan Pablo Brzezicki João Souza Uladzimir Ihnacik Thomas Fabbiano                                                                 |
| 3 gennaio  | Internationaux de Nouvelle-Calédonie 2011 Nouméa, Nuova Caledonia, Francia Serie regolari 75 000 $+H – Cemento – 32S/10Q/16D Singolare - Doppio | Vincent Millot 7–6(6), 2–6, 6–4                                                                                          | Gilles Müller | Augustin Gensse Jesse Huta Galung                                                                                        | Pavol Červenák Flavio Cipolla Josselin Ouanna Grégoire Burquier                                                                   |
| 3 gennaio  | Internationaux de Nouvelle-Calédonie 2011 Nouméa, Nuova Caledonia, Francia Serie regolari 75 000 $+H – Cemento – 32S/10Q/16D Singolare - Doppio | Dominik Meffert Frederik Nielsen 7–6(4), 5–7, [10–5]                                                                     | Flavio Cipolla Simone Vagnozzi                                                                                           | Augustin Gensse Jesse Huta Galung                                                                                        | Pavol Červenák Flavio Cipolla Josselin Ouanna Grégoire Burquier                                                                   |
| 10 gennaio | Nessun torneo | Nessun torneo | Nessun torneo | Nessun torneo | Nessun torneo |
| 17 gennaio | Nessun torneo | Nessun torneo | Nessun torneo | Nessun torneo | Nessun torneo |
| 24 gennaio | Intersport Heilbronn Open 2011 Talheim, Germania Serie regolari 85 000 €+H – Cemento (i) – 32S/32Q/16D Singolare - Doppio                       | Bastian Knittel 7–6(4), 7–6(5)                                                                                           | Daniel Brands | Ilija Bozoljac Jesse Huta Galung                                                                                         | Dominik Meffert Conor Niland Matthias Bachinger Michael Berrer                                                                    |
| 24 gennaio | Intersport Heilbronn Open 2011 Talheim, Germania Serie regolari 85 000 €+H – Cemento (i) – 32S/32Q/16D Singolare - Doppio                       | Jamie Delgado Jonathan Marray 6–1, 6–4                                                                                   | Frank Moser David Škoch                                                                                                  | Ilija Bozoljac Jesse Huta Galung                                                                                         | Dominik Meffert Conor Niland Matthias Bachinger Michael Berrer                                                                    |
| 24 gennaio | Singapore ATP Challenger 2011 Singapore Serie regolari 50 000 €+H – Cemento – 32S/32Q/16D Singolare - Doppio                                    | Dmitrij Tursunov 6–4, 6–2                                                                                                | Lukáš Rosol | Andrej Martin Gō Soeda                                                                                                   | Somdev Devvarman Flavio Cipolla Michael Yani Tatsuma Itō                                                                          |
| 24 gennaio | Singapore ATP Challenger 2011 Singapore Serie regolari 50 000 €+H – Cemento – 32S/32Q/16D Singolare - Doppio                                    | Scott Lipsky David Martin 5–7, 6–1, [10–8]                                                                               | Sanchai Ratiwatana Sonchat Ratiwatana                                                                                    | Andrej Martin Gō Soeda                                                                                                   | Somdev Devvarman Flavio Cipolla Michael Yani Tatsuma Itō                                                                          |
| 24 gennaio | Honolulu Challenger 2011 Honolulu, Stati Uniti Serie regolari 50 000 $ – Cemento – 32S/30Q/16D Singolare - Doppio                               | Ryan Harrison 6–4, 3–6, 6–4                                                                                              | Alex Kuznetsov | Michael Russell Jesse Witten                                                                                             | Vasek Pospisil Ryan Sweeting Bobby Reynolds Robert Kendrick                                                                       |
| 24 gennaio | Honolulu Challenger 2011 Honolulu, Stati Uniti Serie regolari 50 000 $ – Cemento – 32S/30Q/16D Singolare - Doppio                               | Ryan Harrison Travis Rettenmaier walkover                                                                                | Robert Kendrick Alex Kuznetsov                                                                                           | Michael Russell Jesse Witten                                                                                             | Vasek Pospisil Ryan Sweeting Bobby Reynolds Robert Kendrick                                                                       |
| 24 gennaio | Open Bucaramanga 2011 Bucaramanga, Colombia Serie regolari 35 000 $+H – Terra (Rossa) – 32S/18Q/16D Singolare - Doppio                          | Éric Prodon 6–3, 4–6, 6–1                                                                                                | Fernando Romboli | José Acasuso Reda El Amrani                                                                                              | Giovanni Lapentti Gastão Elias João Souza Andrés Molteni                                                                          |
| 24 gennaio | Open Bucaramanga 2011 Bucaramanga, Colombia Serie regolari 35 000 $+H – Terra (Rossa) – 32S/18Q/16D Singolare - Doppio                          | Juan Sebastián Cabal Robert Farah 6–1, 6–2                                                                               | Pablo Galdón Andrés Molteni                                                                                              | José Acasuso Reda El Amrani                                                                                              | Giovanni Lapentti Gastão Elias João Souza Andrés Molteni                                                                          |
| 24 gennaio | Open de la Réunion 2011 Réunion Serie regolari 30 000 $+H – Cemento – 32S/18Q/16D Singolare - Doppio                                            | Tutte le partire di quarti di finale e semifinali sono state cancellate a causa della forte pioggia e delle inondazioni. | Tutte le partire di quarti di finale e semifinali sono state cancellate a causa della forte pioggia e delle inondazioni. | Tutte le partire di quarti di finale e semifinali sono state cancellate a causa della forte pioggia e delle inondazioni. | Florent Serra Augustin Gensse Stéphane Robert Alexander Sadecky Mathieu Rodrigues Nicolas Renavand Jurij Ščukin Michał Przysiężny |
| 31 gennaio | Kazan Kremlin Cup 2011 Kazan', Russia Tretorn SERIE+ 75 000 $ – Cemento (i) – 32S/30Q/16D Singolare - Doppio                                    | Marius Copil 6–4, 6–4 | Andreas Beck | Dominik Meffert Evgenij Kirillov                                                                                         | Ilya Belyaev Simon Stadler Jürgen Zopp Serhij Bubka                                                                               |
| 31 gennaio | Kazan Kremlin Cup 2011 Kazan', Russia Tretorn SERIE+ 75 000 $ – Cemento (i) – 32S/30Q/16D Singolare - Doppio                                    | Yves Allegro Andreas Beck 6–4, 6–4                                                                                       | Michail Elgin Aleksandr Kudrjavcev                                                                                       | Dominik Meffert Evgenij Kirillov                                                                                         | Ilya Belyaev Simon Stadler Jürgen Zopp Serhij Bubka                                                                               |
| 31 gennaio | McDonald's Burnie International 2011 Burnie, Australia Serie regolari 50 000 $ – Cemento – 32S/25Q/16D Singolare - Doppio                       | Flavio Cipolla walkover                                                                                                  | Chris Guccione | Tatsuma Itō Bernard Tomić                                                                                                | Pavol Červenák James Ward Benjamin Mitchell Paolo Lorenzi                                                                         |
| 31 gennaio | McDonald's Burnie International 2011 Burnie, Australia Serie regolari 50 000 $ – Cemento – 32S/25Q/16D Singolare - Doppio                       | Philip Bester Peter Polansky 6–3, 4–6, [14–12]                                                                           | Marinko Matosevic Rubin Jose Statham                                                                                     | Tatsuma Itō Bernard Tomić                                                                                                | Pavol Červenák James Ward Benjamin Mitchell Paolo Lorenzi                                                                         |
| 31 gennaio | Valle d'Aosta Open 2011 Courmayeur, Italia Serie regolari 30 000 $+H – Cemento (i) – 32S/30Q/16 Singolare - Doppio                              | Nicolas Mahut 7–6(4), 6–4                                                                                                | Gilles Müller | Matthias Bachinger Jerzy Janowicz                                                                                        | Laurynas Grigelis Ruben Bemelmans Martin Kližan Olivier Rochus                                                                    |
| 31 gennaio | Valle d'Aosta Open 2011 Courmayeur, Italia Serie regolari 30 000 $+H – Cemento (i) – 32S/30Q/16 Singolare - Doppio                              | Marc Gicquel Nicolas Mahut 6–3, 6–4                                                                                      | Olivier Charroin Alexandre Renard                                                                                        | Matthias Bachinger Jerzy Janowicz                                                                                        | Laurynas Grigelis Ruben Bemelmans Martin Kližan Olivier Rochus                                                                    |

### Febbraio
| Settimana   | Torneo | Campione                                               | Finalista                            | Semifinalisti                          | Eliminati ai quarti                                                       |
| ----------- | --- | ------------------------------------------------------ | ------------------------------------ | -------------------------------------- | ------------------------------------------------------------------------- |
| 7 febbraio  | Internazionali di Tennis di Bergamo 2011 Bergamo, Italia Serie regolari 42 500 $+H – Cemento (i) – 32S/32Q/16D Singolare - Doppio  | Andreas Seppi 3–6, 6–3, 6–4                            | Gilles Müller                        | Aleksandr Kudrjavcev Jürgen Zopp       | Uladzimir Ihnacik Dieter Kindlmann Stéphane Robert Olivier Rochus         |
| 7 febbraio  | Internazionali di Tennis di Bergamo 2011 Bergamo, Italia Serie regolari 42 500 $+H – Cemento (i) – 32S/32Q/16D Singolare - Doppio  | Frederik Nielsen Ken Skupski walkover                  | Michail Elgin Aleksandr Kudrjavcev   | Aleksandr Kudrjavcev Jürgen Zopp       | Uladzimir Ihnacik Dieter Kindlmann Stéphane Robert Olivier Rochus         |
| 7 febbraio  | Caloundra International 2011 Caloundra, Australia Serie regolari 50 000 $+H – Cemento – 32S/32Q/16D Singolare - Doppio             | Grega Žemlja 7–6(4), 6–3                               | Bernard Tomić                        | Danai Udomchoke Matthew Ebden          | Marinko Matosevic Carsten Ball Ivo Klec Flavio Cipolla                    |
| 7 febbraio  | Caloundra International 2011 Caloundra, Australia Serie regolari 50 000 $+H – Cemento – 32S/32Q/16D Singolare - Doppio             | Matthew Ebden Samuel Groth 6–3, 3–6, [10–1]            | Pavol Červenák Ivo Klec              | Danai Udomchoke Matthew Ebden          | Marinko Matosevic Carsten Ball Ivo Klec Flavio Cipolla                    |
| 7 febbraio  | Open Quimper Bretagne Occidentale 2011 Quimper, Francia Serie regolari 30 000 $+H – Cemento (i) – 32S/32Q/16D Singolare - Doppio   | David Guez 6–2, 4–6, 7–6(5)                            | Kenny de Schepper                    | Roberto Bautista Agut Olivier Patience | Mathieu Rodrigues Laurent Rochette Vincent Millot Marc Gicquel            |
| 7 febbraio  | Open Quimper Bretagne Occidentale 2011 Quimper, Francia Serie regolari 30 000 $+H – Cemento (i) – 32S/32Q/16D Singolare - Doppio   | James Cerretani Adil Shamasdin 6–3, 5–7, [10–5]        | Jamie Delgado Jonathan Marray        | Roberto Bautista Agut Olivier Patience | Mathieu Rodrigues Laurent Rochette Vincent Millot Marc Gicquel            |
| 14 febbraio | Morocco Tennis Tour - Meknes 2011 Meknès, Marocco Serie regolari 30 000 $+H – Terra rossa – 32S/32Q/16D Singolare - Doppio         | Jaroslav Pospíšil 6–1, 3–6, 6–3                        | Guillermo Olaso                      | Bastian Knittel Simon Greul            | Victor Crivoi Guillermo Alcaide Alessio di Mauro Ivo Klec                 |
| 14 febbraio | Morocco Tennis Tour - Meknes 2011 Meknès, Marocco Serie regolari 30 000 $+H – Terra rossa – 32S/32Q/16D Singolare - Doppio         | Treat Conrad Huey Simone Vagnozzi 6–1, 6–2             | Alessio di Mauro Alessandro Motti    | Bastian Knittel Simon Greul            | Victor Crivoi Guillermo Alcaide Alessio di Mauro Ivo Klec                 |
| 21 febbraio | Morocco Tennis Tour - Casablanca 2011 Casablanca, Marocco Serie regolari 30 000 $+H – Terra rossa – 32S/32Q/16D Singolare - Doppio | Evgenij Donskoj 2–6, 6–3, 6–3                          | Alessio di Mauro                     | Jaroslav Pospíšil Franko Škugor        | Adrián Menéndez Maceiras Matteo Viola Andrej Kuznecov Simon Greul         |
| 21 febbraio | Morocco Tennis Tour - Casablanca 2011 Casablanca, Marocco Serie regolari 30 000 $+H – Terra rossa – 32S/32Q/16D Singolare - Doppio | Guillermo Alcaide Adrián Menéndez Maceiras 6–2, 6–1    | Leonardo Tavares Simone Vagnozzi     | Jaroslav Pospíšil Franko Škugor        | Adrián Menéndez Maceiras Matteo Viola Andrej Kuznecov Simon Greul         |
| 21 febbraio | Volkswagen Challenger 2011 Wolfsburg, Germania Serie regolari 30 000 $+H – Clay – 32S/32Q/16D Sintetico (i) Singolare - Doppio     | Ruben Bemelmans 6(8)–7, 6–4, 6–4                       | Dominik Meffert                      | Stefan Seifert Ilija Bozoljac          | Uladzimir Ihnacik Sebastian Rieschick Dieter Kindlmann Matthias Bachinger |
| 21 febbraio | Volkswagen Challenger 2011 Wolfsburg, Germania Serie regolari 30 000 $+H – Clay – 32S/32Q/16D Sintetico (i) Singolare - Doppio     | Matthias Bachinger Simon Stadler 3–6, 7–6(3), [10–7]   | Dominik Meffert Frederik Nielsen     | Stefan Seifert Ilija Bozoljac          | Uladzimir Ihnacik Sebastian Rieschick Dieter Kindlmann Matthias Bachinger |
| 28 febbraio | Challenger DCNS de Cherbourg 2011 Cherbourg, Francia Serie regolari 42 500 $+H – Cemento (i)– 32S/32Q/16D Singolare - Doppio       | Grigor Dimitrov 6–2, 7–6(4)                            | Nicolas Mahut                        | Stéphane Robert Karol Beck             | Stéphane Bohli John Millman Marek Semjan Roberto Bautista Agut            |
| 28 febbraio | Challenger DCNS de Cherbourg 2011 Cherbourg, Francia Serie regolari 42 500 $+H – Cemento (i)– 32S/32Q/16D Singolare - Doppio       | Pierre-Hugues Herbert Nicolas Renavand 3–6, 6–4 [10–5] | Nicolas Mahut Édouard Roger-Vasselin | Stéphane Robert Karol Beck             | Stéphane Bohli John Millman Marek Semjan Roberto Bautista Agut            |
| 28 febbraio | Challenger of Dallas 2011 Dallas, USA Serie regolari 50 000 $+H – Cemento (i)– 32S/32Q/16D Sintetico (i) Singolare - Doppio        | Alex Bogomolov Jr. 7–6(5), 6–3                         | Rainer Schüttler                     | Alex Kuznetsov Matthew Ebden           | Ryan Harrison Marinko Matosevic Jack Sock Greg Jones                      |
| 28 febbraio | Challenger of Dallas 2011 Dallas, USA Serie regolari 50 000 $+H – Cemento (i)– 32S/32Q/16D Sintetico (i) Singolare - Doppio        | Scott Lipsky Rajeev Ram 7–6(3), 6–4                    | Dustin Brown Björn Phau              | Alex Kuznetsov Matthew Ebden           | Ryan Harrison Marinko Matosevic Jack Sock Greg Jones                      |
| 28 febbraio | Challenger Salinas 2011 Salinas, Ecuador Serie regolari 35 000 $+H – Terra rossa – 32S/32Q/16D Singolare - Doppio                  | Andrés Molteni 7–5, 7–6(4)                             | Horacio Zeballos                     | Rogério Dutra da Silva Diego Junqueira | Federico Delbonis Juan Pablo Brzezicki Facundo Bagnis Franko Škugor       |
| 28 febbraio | Challenger Salinas 2011 Salinas, Ecuador Serie regolari 35 000 $+H – Terra rossa – 32S/32Q/16D Singolare - Doppio                  | Facundo Bagnis Federico Delbonis 6–2, 6–1              | Rogério Dutra da Silva João Souza    | Rogério Dutra da Silva Diego Junqueira | Federico Delbonis Juan Pablo Brzezicki Facundo Bagnis Franko Škugor       |

### Marzo
| Settimana | Torneo | Campione                                                | Finalista                                             | Semifinalisti                          | Eliminati ai quarti                                                           |
| --------- | --- | ------------------------------------------------------- | ----------------------------------------------------- | -------------------------------------- | ----------------------------------------------------------------------------- |
| 7 marzo   | All Japan Indoor Tennis Championships 2011 Kyoto, Giappone Serie regolari 35 000 $+H – Sintetico (i) – 32S/32Q/16D Singolare - Doppio | Dominik Meffert 4–6, 6–4, 6–2                           | Cedrik-Marcel Stebe                                   | Gō Soeda Simon Stadler                 | Sebastian Rieschick Andre Begemann Tatsuma Itō Matthias Bachinger             |
| 7 marzo   | All Japan Indoor Tennis Championships 2011 Kyoto, Giappone Serie regolari 35 000 $+H – Sintetico (i) – 32S/32Q/16D Singolare - Doppio | Dominik Meffert Simon Stadler 7–5, 2–6, [10–7]          | Andre Begemann James Lemke                            | Gō Soeda Simon Stadler                 | Sebastian Rieschick Andre Begemann Tatsuma Itō Matthias Bachinger             |
| 7 marzo   | BH Telecom Indoors 2011 Sarajevo, Bosnia ed Erzegovina Serie regolari 30 000 €+H – Cemento (i) – 32S/32Q/16D Singolare - Doppio       | Amer Delić walkover                                     | Karol Beck                                            | Mirza Bašić Nicolas Mahut              | Édouard Roger-Vasselin Dmitrij Tursunov Jan Hernych Martin Fischer            |
| 7 marzo   | BH Telecom Indoors 2011 Sarajevo, Bosnia ed Erzegovina Serie regolari 30 000 €+H – Cemento (i) – 32S/32Q/16D Singolare - Doppio       | Jamie Delgado Jonathan Marray 7–6(4), 6–2               | Yves Allegro Andreas Beck                             | Mirza Bašić Nicolas Mahut              | Édouard Roger-Vasselin Dmitrij Tursunov Jan Hernych Martin Fischer            |
| 7 marzo   | Challenger Providencia 2011 Santiago, Cile Serie regolari 35 000 $+H – Terra (Rossa) – 32S/32Q/16D Singolare - Doppio                 | Máximo González 7–5, 0–6, 6–2                           | Éric Prodon                                           | Horacio Zeballos Riccardo Ghedin       | Paul Capdeville Rogério Dutra da Silva Franko Škugor Diego Junqueira          |
| 7 marzo   | Challenger Providencia 2011 Santiago, Cile Serie regolari 35 000 $+H – Terra (Rossa) – 32S/32Q/16D Singolare - Doppio                 | Máximo González Horacio Zeballos 6–3, 6–4               | Guillermo Rivera-Aranguiz Cristóbal Saavedra-Corvalán | Horacio Zeballos Riccardo Ghedin       | Paul Capdeville Rogério Dutra da Silva Franko Škugor Diego Junqueira          |
| 14 marzo  | Open Guadeloupe 2011 Le Gosier, Guadalupa Serie regolari 100 000 $+H – Cemento – 32S/32Q/16D Singolare - Doppio                       | Olivier Rochus 6–2, 6–3                                 | Stéphane Robert                                       | Jarkko Nieminen Gastão Elias           | Frederico Gil Marsel İlhan Lukáš Rosol Stéphane Bohli                         |
| 14 marzo  | Open Guadeloupe 2011 Le Gosier, Guadalupa Serie regolari 100 000 $+H – Cemento – 32S/32Q/16D Singolare - Doppio                       | Riccardo Ghedin Stéphane Robert 6–2, 5–7, [10–7]        | Arnaud Clément Olivier Rochus                         | Jarkko Nieminen Gastão Elias           | Frederico Gil Marsel İlhan Lukáš Rosol Stéphane Bohli                         |
| 14 marzo  | Morocco Tennis Tour Rabat 2011 Rabat, Marocco Serie regolari 42 500 €+H – Terra (Rossa) – 32S/32Q/16D Singolare - Doppio              | Ivo Minář 7–5, 6–3                                      | Peter Luczak                                          | Malek Jaziri Martin Kližan             | Dušan Lojda Pablo Carreño Busta Federico Delbonis Guillermo Alcaide           |
| 14 marzo  | Morocco Tennis Tour Rabat 2011 Rabat, Marocco Serie regolari 42 500 €+H – Terra (Rossa) – 32S/32Q/16D Singolare - Doppio              | Alessio di Mauro Simone Vagnozzi 6–4, 6–4               | Evgenij Korolëv Jurij Ščukin                          | Malek Jaziri Martin Kližan             | Dušan Lojda Pablo Carreño Busta Federico Delbonis Guillermo Alcaide           |
| 14 marzo  | Open San José 2011 San Jose, Costa Rica Serie regolari 50 000 $+H – Cemento – 32S/32Q/16D Singolare - Doppio                          | Giovanni Lapentti 7–5, 6–3                              | Igor' Kunicyn                                         | Franko Škugor Víctor Estrella Burgos   | Tejmuraz Gabašvili Louk Sorensen Juan Sebastián Cabal Robert Kendrick         |
| 14 marzo  | Open San José 2011 San Jose, Costa Rica Serie regolari 50 000 $+H – Cemento – 32S/32Q/16D Singolare - Doppio                          | Juan Sebastián Cabal Robert Farah 6–3, 6–3              | Luis Díaz-Barriga Santiago González                   | Franko Škugor Víctor Estrella Burgos   | Tejmuraz Gabašvili Louk Sorensen Juan Sebastián Cabal Robert Kendrick         |
| 14 marzo  | ATP Challenger Guangzhou 2011 Canton, Cina Serie regolari 35 000 $+H – Cemento – 32S/32Q/16D Singolare - Doppio                       | Uladzimir Ihnacik 6–4, 6–4                              | Aleksandr Kudrjavcev                                  | Matthias Bachinger Cedrik-Marcel Stebe | Sebastian Rieschick Tatsuma Itō Steve Darcis Dominik Meffert                  |
| 14 marzo  | ATP Challenger Guangzhou 2011 Canton, Cina Serie regolari 35 000 $+H – Cemento – 32S/32Q/16D Singolare - Doppio                       | Michail Elgin Aleksandr Kudrjavcev 7–6(3), 6–3          | Sanchai Ratiwatana Sonchat Ratiwatana                 | Matthias Bachinger Cedrik-Marcel Stebe | Sebastian Rieschick Tatsuma Itō Steve Darcis Dominik Meffert                  |
| 14 marzo  | Men's Rimouski Challenger 2011 Rimouski, Canada Serie regolari 35 000 $+H – Cemento (i) 32S/32Q/16D Singolare - Doppio                | Fritz Wolmarans 6(2)–7, 6–3, 7–6(3)                     | Bobby Reynolds                                        | Frederik Nielsen Vasek Pospisil        | Amir Weintraub Greg Ouellette Matteo Viola Kevin Kim                          |
| 14 marzo  | Men's Rimouski Challenger 2011 Rimouski, Canada Serie regolari 35 000 $+H – Cemento (i) 32S/32Q/16D Singolare - Doppio                | Treat Conrad Huey Vasek Pospisil 6–0, 6–1               | David Rice Sean Thornley                              | Frederik Nielsen Vasek Pospisil        | Amir Weintraub Greg Ouellette Matteo Viola Kevin Kim                          |
| 21 marzo  | Morocco Tennis Tour Marrakech 2011 Marrakech, Marocco Serie regolari 42 500 €+H – Terra (Rossa) – 32S/32Q/16D Singolare - Doppio      | Rui Machado 6–3, 6(7)–7, 6–4                            | Maxime Teixeira                                       | Augustin Gensse Jan Hájek              | Jesse Huta Galung Albert Ramos Viñolas Ivo Minář Nicolas Devilder             |
| 21 marzo  | Morocco Tennis Tour Marrakech 2011 Marrakech, Marocco Serie regolari 42 500 €+H – Terra (Rossa) – 32S/32Q/16D Singolare - Doppio      | Peter Luczak Alessandro Motti 7–6(5), 7–6(3)            | James Cerretani Adil Shamasdin                        | Augustin Gensse Jan Hájek              | Jesse Huta Galung Albert Ramos Viñolas Ivo Minář Nicolas Devilder             |
| 21 marzo  | Pro Series Bath II 2011 Bath, Gran Bretagna Serie regolari 42 500 €+H – Cemento (i) – 32S/32Q/16D Singolare - Doppio                  | Dmitrij Tursunov 6–4, 6–4                               | Andreas Beck                                          | Jürgen Zopp Daniel Evans               | Nicolas Mahut Ervin Eleskovic Andrej Martin Frederik Nielsen                  |
| 21 marzo  | Pro Series Bath II 2011 Bath, Gran Bretagna Serie regolari 42 500 €+H – Cemento (i) – 32S/32Q/16D Singolare - Doppio                  | Jamie Delgado Jonathan Marray 6–3, 6–4                  | Yves Allegro Andreas Beck                             | Jürgen Zopp Daniel Evans               | Nicolas Mahut Ervin Eleskovic Andrej Martin Frederik Nielsen                  |
| 21 marzo  | Città di Caltanissetta 2011 Caltanissetta, Italia Serie regolari 30 000 €+H – Terra (Rossa) – 32S/32Q/16D Singolare - Doppio          | Andreas Haider-Maurer 6–1, 7–6(1)                       | Matteo Viola                                          | Adrian Ungur Adrián Menéndez Maceiras  | Thomas Schoorel Gianluca Naso Stefano Galvani Aljaž Bedene                    |
| 21 marzo  | Città di Caltanissetta 2011 Caltanissetta, Italia Serie regolari 30 000 €+H – Terra (Rossa) – 32S/32Q/16D Singolare - Doppio          | Daniele Bracciali Simone Vagnozzi 3–6, 7–6(2), [10–7]   | Daniele Giorgini Adrian Ungur                         | Adrian Ungur Adrián Menéndez Maceiras  | Thomas Schoorel Gianluca Naso Stefano Galvani Aljaž Bedene                    |
| 21 marzo  | Green World ATP Challenger 2011 Pingguo, Cina Serie regolari 35 000 $+H – Hard – 32S/32Q/16D Singolare - Doppio                       | Gō Soeda 6–4, 7–5                                       | Matthias Bachinger                                    | Cedrik-Marcel Stebe Lukáš Lacko        | Colin Fleming Uladzimir Ihnacik Steve Darcis Yūichi Sugita                    |
| 21 marzo  | Green World ATP Challenger 2011 Pingguo, Cina Serie regolari 35 000 $+H – Hard – 32S/32Q/16D Singolare - Doppio                       | Michail Elgin Aleksandr Kudrjavcev 6–3, 6–2             | Harri Heliövaara Jose Rubin Statham                   | Cedrik-Marcel Stebe Lukáš Lacko        | Colin Fleming Uladzimir Ihnacik Steve Darcis Yūichi Sugita                    |
| 28 marzo  | Open Barletta 2011 Barletta, Italia Serie regolari 42 500 €+H – Terra (Rossa) – 32S/32Q/16D Singolare - Doppio                        | Aljaž Bedene 7–5, 6–3                                   | Filippo Volandri                                      | Andreas Haider-Maurer Lukáš Rosol      | Thomas Schoorel Jaroslav Pospíšil Simone Vagnozzi Alessio di Mauro            |
| 28 marzo  | Open Barletta 2011 Barletta, Italia Serie regolari 42 500 €+H – Terra (Rossa) – 32S/32Q/16D Singolare - Doppio                        | Lukáš Rosol Igor Zelenay 6–3, 6–2                       | Martin Fischer Andreas Haider-Maurer                  | Andreas Haider-Maurer Lukáš Rosol      | Thomas Schoorel Jaroslav Pospíšil Simone Vagnozzi Alessio di Mauro            |
| 28 marzo  | Open Barranquilla 2011 Barranquilla, Colombia Serie regolari 35 000 $+H – Cemento – 32S/32Q/16D Singolare - Doppio                    | Facundo Bagnis 1–6, 7–6(4), 6–0                         | Diego Junqueira                                       | Flavio Cipolla Horacio Zeballos        | Martín Vassallo Argüello Paolo Lorenzi Rogério Dutra da Silva Eduardo Schwank |
| 28 marzo  | Open Barranquilla 2011 Barranquilla, Colombia Serie regolari 35 000 $+H – Cemento – 32S/32Q/16D Singolare - Doppio                    | Flavio Cipolla Paolo Lorenzi 6–3, 6–4                   | Alejandro Falla Eduardo Struvay                       | Flavio Cipolla Horacio Zeballos        | Martín Vassallo Argüello Paolo Lorenzi Rogério Dutra da Silva Eduardo Schwank |
| 28 marzo  | Open Prévadiès Saint–Brieuc 2011 Saint-Brieuc, Francia Serie regolari 30 000 €+H – Terra (Rossa) (i) – 32S/32Q/16D Singolare - Doppio | Maxime Teixeira 6–3, 6–0                                | Benoît Paire                                          | Máximo González Michał Przysiężny      | Augustin Gensse David Guez Laurent Rochette Jerzy Janowicz                    |
| 28 marzo  | Open Prévadiès Saint–Brieuc 2011 Saint-Brieuc, Francia Serie regolari 30 000 €+H – Terra (Rossa) (i) – 32S/32Q/16D Singolare - Doppio | Tomasz Bednarek Andreas Siljeström 6–4, 6(4)–7, [14–12] | Grégoire Burquier Romain Jouan                        | Máximo González Michał Przysiężny      | Augustin Gensse David Guez Laurent Rochette Jerzy Janowicz                    |

### Aprile
| Settimana | Torneo | Campione                                          | Finalista                                 | Semifinalisti                      | Eliminati ai quarti                                                    |
| --------- | --- | ------------------------------------------------- | ----------------------------------------- | ---------------------------------- | ---------------------------------------------------------------------- |
| 4 aprile  | Open Pereira 2011 Pereira, Colombia Serie regolari 50 000 $+H – Terra rossa – 32S/32Q/16D Singolare - Doppio                         | Paolo Lorenzi 7-5, 6-2                            | Rogério Dutra da Silva                    | Juan Sebastián Cabal Javier Martí  | Facundo Bagnis Marco Trungelliti Eduardo Struvay Riccardo Ghedin       |
| 4 aprile  | Open Pereira 2011 Pereira, Colombia Serie regolari 50 000 $+H – Terra rossa – 32S/32Q/16D Singolare - Doppio                         | Marcel Felder Carlos Salamanca 7–6(5), 6–4        | Alejandro Falla Eduardo Struvay           | Juan Sebastián Cabal Javier Martí  | Facundo Bagnis Marco Trungelliti Eduardo Struvay Riccardo Ghedin       |
| 4 aprile  | Pernambuco Brasil Open Series 2011 Recife, Brasile Serie regolari 35 000 $+H – Cemento – 32S/32Q/16D Singolare - Doppio              | Tatsuma Itō Walkover                              | Tiago Fernandes                           | Júlio Silva Giovanni Lapentti      | Guilherme Clezar Caio Zampieri André Ghem Ricardo Hocevar              |
| 4 aprile  | Pernambuco Brasil Open Series 2011 Recife, Brasile Serie regolari 35 000 $+H – Cemento – 32S/32Q/16D Singolare - Doppio              | Giovanni Lapentti Fernando Romboli 6–2, 6–1       | André Ghem Rodrigo Guidolin               | Júlio Silva Giovanni Lapentti      | Guilherme Clezar Caio Zampieri André Ghem Ricardo Hocevar              |
| 4 aprile  | Internazionali di Tennis Monza e Brianza 2011 Monza, Italia Serie regolari 30 000 €+H – Terra rossa – 32S/32Q/16D Singolare - Doppio | Julian Reister 3-6, 6–3, 6–3                      | Alessio di Mauro                          | Simon Greul Andreas Beck           | Martin Fischer Guillermo Olaso Marsel İlhan Evgenij Donskoj            |
| 4 aprile  | Internazionali di Tennis Monza e Brianza 2011 Monza, Italia Serie regolari 30 000 €+H – Terra rossa – 32S/32Q/16D Singolare - Doppio | Johan Brunström Frederik Nielsen 5–7, 6–2, [10–7] | Jamie Delgado Jonathan Marray             | Simon Greul Andreas Beck           | Martin Fischer Guillermo Olaso Marsel İlhan Evgenij Donskoj            |
| 11 aprile | Soweto Open 2011 Johannesburg, Sudafrica Serie regolari 100 000 €+H – Cemento – 32S/32Q/16D Singolare - Doppio                       | Izak van der Merwe 6(2)–7, 7–5, 6–3               | Rik De Voest                              | Dustin Brown Greg Jones            | Matthew Ebden Andrej Martin Michał Przysiężny Gilles Müller            |
| 11 aprile | Soweto Open 2011 Johannesburg, Sudafrica Serie regolari 100 000 €+H – Cemento – 32S/32Q/16D Singolare - Doppio                       | Michael Kohlmann Alexander Peya 6–2, 6–2          | Andre Begemann Matthew Ebden              | Dustin Brown Greg Jones            | Matthew Ebden Andrej Martin Michał Przysiężny Gilles Müller            |
| 11 aprile | Athens Open Challenger 2011 Atene, Grecia Serie regolari 85 000 $+H – Cemento – 32S/32Q/16D Singolare - Doppio                       | Matthias Bachinger walkover                       | Dmitrij Tursunov                          | Stéphane Bohli Dudi Sela           | Benjamin Becker Guillermo Alcaide Aleksandr Kudrjavcev Evgenij Korolëv |
| 11 aprile | Athens Open Challenger 2011 Atene, Grecia Serie regolari 85 000 $+H – Cemento – 32S/32Q/16D Singolare - Doppio                       | Colin Fleming Scott Lipsky walkover               | Matthias Bachinger Benjamin Becker        | Stéphane Bohli Dudi Sela           | Benjamin Becker Guillermo Alcaide Aleksandr Kudrjavcev Evgenij Korolëv |
| 11 aprile | Tallahassee Tennis Challenger 2011 Tallahassee, USA Serie regolari 50 000 $ – Cemento – 32S/32Q/16D Singolare - Doppio               | Donald Young 6–4, 3–6, 6–3                        | Wayne Odesnik                             | James Blake Bobby Reynolds         | Rainer Schüttler Nicholas Monroe Vasek Pospisil Alex Kuznetsov         |
| 11 aprile | Tallahassee Tennis Challenger 2011 Tallahassee, USA Serie regolari 50 000 $ – Cemento – 32S/32Q/16D Singolare - Doppio               | Vasek Pospisil Bobby Reynolds 6–2, 6–4            | Gō Soeda James Ward                       | James Blake Bobby Reynolds         | Rainer Schüttler Nicholas Monroe Vasek Pospisil Alex Kuznetsov         |
| 11 aprile | Aberto Santa Catarina De Tenis 2011 Blumenau, Brasile Serie regolari 35 000 €+H – Terra rossa – 32S/32Q/16D Singolare - Doppio       | José Acasuso 6–2, 6–2                             | Marcelo Demoliner                         | Diego Junqueira Aljaž Bedene       | Leonardo Mayer Éric Prodon Facundo Bagnis Javier Martí                 |
| 11 aprile | Aberto Santa Catarina De Tenis 2011 Blumenau, Brasile Serie regolari 35 000 €+H – Terra rossa – 32S/32Q/16D Singolare - Doppio       | Franco Ferreiro André Sá 6–2, 3–6, [10–4]         | Adrián Menéndez Maceiras Leonardo Tavares | Diego Junqueira Aljaž Bedene       | Leonardo Mayer Éric Prodon Facundo Bagnis Javier Martí                 |
| 11 aprile | Rai Open 2011 Roma, Italia Serie regolari 30 000 $+H – Terra rossa – 32S/32Q/16D Singolare - Doppio                                  | Thomas Schoorel 7–5, 1–6, 6–3                     | Martin Kližan                             | Ivo Minář Andreas Beck             | Andreas Haider-Maurer Marsel İlhan Julian Reister Cedrik-Marcel Stebe  |
| 11 aprile | Rai Open 2011 Roma, Italia Serie regolari 30 000 $+H – Terra rossa – 32S/32Q/16D Singolare - Doppio                                  | Martin Kližan Alessandro Motti 7–6(3), 6–4        | Thomas Fabbiano Walter Trusendi           | Ivo Minář Andreas Beck             | Andreas Haider-Maurer Marsel İlhan Julian Reister Cedrik-Marcel Stebe  |
| 18 aprile | Tennis Napoli Cup 2011 Napoli, Italia Serie regolari 30 000 $+H – Terra rossa – 32S/32Q/16D Singolare - Doppio                       | Thomas Schoorel 6–2, 7–6(4)                       | Filippo Volandri                          | Ivo Minář Andreas Haider-Maurer    | Steve Darcis Frederico Gil Matteo Trevisan Igor Sijsling               |
| 18 aprile | Tennis Napoli Cup 2011 Napoli, Italia Serie regolari 30 000 $+H – Terra rossa – 32S/32Q/16D Singolare - Doppio                       | Travis Rettenmaier Simon Stadler 6–4, 6–4         | Travis Parrott Andreas Siljeström         | Ivo Minář Andreas Haider-Maurer    | Steve Darcis Frederico Gil Matteo Trevisan Igor Sijsling               |
| 18 aprile | Santos Brasil Tennis Open 2011 Santos, Brasile Serie regolari 35 000 $ – Terra rossa – 32S/32Q/16D Singolare - Doppio                | João Souza 6–4, 6–2                               | Diego Junqueira                           | Ricardo Mello Juan Pablo Brzezicki | Leonardo Mayer Sebastián Decoud Yūichi Sugita Aljaž Bedene             |
| 18 aprile | Santos Brasil Tennis Open 2011 Santos, Brasile Serie regolari 35 000 $ – Terra rossa – 32S/32Q/16D Singolare - Doppio                | Franco Ferreiro André Sá 6–3, 6–3                 | Gerald Melzer José Pereira                | Ricardo Mello Juan Pablo Brzezicki | Leonardo Mayer Sebastián Decoud Yūichi Sugita Aljaž Bedene             |
| 25 aprile | Sarasota Open 2011 Sarasota, USA Serie regolari 75 000 € – Terra verde– 32S/32Q/16D Singolare - Doppio                               | James Blake 6–2, 6–2                              | Alex Bogomolov Jr.                        | Ryan Sweeting Frank Dancevic       | Grega Žemlja Éric Prodon Pierre-Ludovic Duclos Michael Russell         |
| 25 aprile | Sarasota Open 2011 Sarasota, USA Serie regolari 75 000 € – Terra verde– 32S/32Q/16D Singolare - Doppio                               | Ashley Fisher Stephen Huss 6–3, 6–4               | Alex Bogomolov Jr. Alex Kuznetsov         | Ryan Sweeting Frank Dancevic       | Grega Žemlja Éric Prodon Pierre-Ludovic Duclos Michael Russell         |
| 25 aprile | Prosperita Open 2011 Ostrava, Repubblica Ceca Serie regolari 42 500 $ – Terra rossa – 32S/32Q/16D Singolare - Doppio                 | Stéphane Robert 6–1, 6–3                          | Ádám Kellner                              | Benoît Paire David Guez            | Serhij Bubka Aleksandr Kudrjavcev Jonathan Eysseric Uladzimir Ihnacik  |
| 25 aprile | Prosperita Open 2011 Ostrava, Repubblica Ceca Serie regolari 42 500 $ – Terra rossa – 32S/32Q/16D Singolare - Doppio                 | Olivier Charroin Stéphane Robert 6–4, 6–3         | Andis Juška Aleksandr Kudrjavcev          | Benoît Paire David Guez            | Serhij Bubka Aleksandr Kudrjavcev Jonathan Eysseric Uladzimir Ihnacik  |
| 25 aprile | Torneo Internacional AGT 2011 León, Messico Serie regolari 35 000 €+H – Cemento – 32S/32Q/16D Singolare - Doppio                     | Bobby Reynolds 6–3, 6–3                           | Andre Begemann                            | Roman Borvanov Vasek Pospisil      | Jamie Baker Rajeev Ram Christopher Díaz-Figueroa Tatsuma Itō           |
| 25 aprile | Torneo Internacional AGT 2011 León, Messico Serie regolari 35 000 €+H – Cemento – 32S/32Q/16D Singolare - Doppio                     | Rajeev Ram Bobby Reynolds 6–3, 6–2                | Andre Begemann Chris Eaton                | Roman Borvanov Vasek Pospisil      | Jamie Baker Rajeev Ram Christopher Díaz-Figueroa Tatsuma Itō           |

### Maggio
| Settimana | Torneo | Campione                                                   | Finalista                            | Semifinalisti                          | Eliminati ai quarti                                                 |
| --------- | --- | ---------------------------------------------------------- | ------------------------------------ | -------------------------------------- | ------------------------------------------------------------------- |
| 2 maggio  | Strabag Prague Open 2011 Praga, Repubblica Ceca Serie regolari 85 000 $ – Terra rossa – 32S/32Q/16D Singolare - Doppio         | Lukáš Rosol 7–6(1), 5–2 ritiro                             | Alex Bogomolov Jr.                   | Fernando González Ivo Minář            | Lukáš Lacko Julien Benneteau Jan Hájek Dennis Blömke                |
| 2 maggio  | Strabag Prague Open 2011 Praga, Repubblica Ceca Serie regolari 85 000 $ – Terra rossa – 32S/32Q/16D Singolare - Doppio         | František Čermák Lukáš Rosol 6–3, 6–4                      | Christopher Kas Alexander Peya       | Fernando González Ivo Minář            | Lukáš Lacko Julien Benneteau Jan Hájek Dennis Blömke                |
| 2 maggio  | Savannah Challenger 2011 Savannah, USA Serie regolari 50 000 € – Terra verde– 32S/32Q/16D Singolare - Doppio                   | Wayne Odesnik 6–4, 6–4                                     | Donald Young                         | Ryan Harrison Michael Russell          | Amer Delić Bobby Reynolds Michael Yani James Blake                  |
| 2 maggio  | Savannah Challenger 2011 Savannah, USA Serie regolari 50 000 € – Terra verde– 32S/32Q/16D Singolare - Doppio                   | Rik De Voest Izak van der Merwe 6–3, 6–3                   | Sekou Bangoura Jesse Witten          | Ryan Harrison Michael Russell          | Amer Delić Bobby Reynolds Michael Yani James Blake                  |
| 2 maggio  | Roma Open 2011 Roma, Italia Serie regolari 30 000 $+H – Cemento – 32S/32Q/16D Singolare - Doppio                               | Simone Bolelli 2–6, 6–1, 6–3                               | Eduardo Schwank                      | Dustin Brown Simone Vagnozzi           | Tobias Kamke José Acasuso Pablo Carreño Busta Martin Fischer        |
| 2 maggio  | Roma Open 2011 Roma, Italia Serie regolari 30 000 $+H – Cemento – 32S/32Q/16D Singolare - Doppio                               | Juan Sebastián Cabal Robert Farah 2–6, 6–3, [11–9]         | Santiago González Travis Rettenmaier | Dustin Brown Simone Vagnozzi           | Tobias Kamke José Acasuso Pablo Carreño Busta Martin Fischer        |
| 9 maggio  | BNP Paribas Primrose Bordeaux 2011 Bordeaux, Francia Serie regolari 85 000 $+H – Terra rossa – 32S/32Q/16D Singolare - Doppio  | Marc Gicquel 6–2, 6–4                                      | Horacio Zeballos                     | Julien Benneteau Stéphane Robert       | Jérémy Chardy Paul Capdeville Nicolas Mahut Florent Serra           |
| 9 maggio  | BNP Paribas Primrose Bordeaux 2011 Bordeaux, Francia Serie regolari 85 000 $+H – Terra rossa – 32S/32Q/16D Singolare - Doppio  | Jamie Delgado Jonathan Marray 7–5, 6–3                     | Julien Benneteau Nicolas Mahut       | Julien Benneteau Stéphane Robert       | Jérémy Chardy Paul Capdeville Nicolas Mahut Florent Serra           |
| 9 maggio  | Busan Open Challenger Tennis 2011 Pusan, Corea del Sud Serie regolari 75 000 €+H – Cemento – 32S/32Q/16D Singolare - Doppio    | Dudi Sela 6–2, 6(5)–7, 6–3                                 | Tatsuma Itō                          | Lu Yen-hsun Gō Soeda                   | Greg Jones Amir Weintraub Yūichi Sugita Vasek Pospisil              |
| 9 maggio  | Busan Open Challenger Tennis 2011 Pusan, Corea del Sud Serie regolari 75 000 €+H – Cemento – 32S/32Q/16D Singolare - Doppio    | Im Kyu-tae Danai Udomchoke 6–4, 6–4                        | Jamie Baker Vasek Pospisil           | Lu Yen-hsun Gō Soeda                   | Greg Jones Amir Weintraub Yūichi Sugita Vasek Pospisil              |
| 9 maggio  | Zagreb Open 2011 Zagabria, Croazia Serie regolari 50 000 $ – Terra (Rossa) – 32S/32Q/16D Singolare - Doppio                    | Diego Junqueira 6–3, 6–4                                   | João Souza                           | Martin Kližan Andrea Arnaboldi         | Ivan Dodig Nikola Mektić Kristijan Mesaroš Dominik Meffert          |
| 9 maggio  | Zagreb Open 2011 Zagabria, Croazia Serie regolari 50 000 $ – Terra (Rossa) – 32S/32Q/16D Singolare - Doppio                    | Daniel Muñoz de la Nava Rubén Ramírez Hidalgo 6–2, 7–6(10) | Mate Pavić Franko Škugor             | Martin Kližan Andrea Arnaboldi         | Ivan Dodig Nikola Mektić Kristijan Mesaroš Dominik Meffert          |
| 16 maggio | Fergana Challenger 2011 Fergana, Uzbekistan Serie regolari 35 000 €+H – Cemento – 32S/32Q/16D Singolare - Doppio               | Dudi Sela 6–2, 6–1                                         | Greg Jones                           | Miloslav Mečíř Jr. Yūichi Sugita       | Raven Klaasen Danai Udomchoke Tsung-hua Yang Denis Matsukevich      |
| 16 maggio | Fergana Challenger 2011 Fergana, Uzbekistan Serie regolari 35 000 €+H – Cemento – 32S/32Q/16D Singolare - Doppio               | John Paul Fruttero Raven Klaasen 6–0, 6–3                  | Kyu-tae Im Danai Udomchoke           | Miloslav Mečíř Jr. Yūichi Sugita       | Raven Klaasen Danai Udomchoke Tsung-hua Yang Denis Matsukevich      |
| 16 maggio | Cremona Challenger 2011 Cremona, Italia Serie regolari 30 000 $+H – Cemento – 32S/32Q/16D Singolare - Doppio                   | Igor' Kunicyn 6–2, 7–6(2)                                  | Rainer Schüttler                     | Pablo Carreño Busta Matthew Ebden      | Roko Karanušić Malek Jaziri Andrea Arnaboldi Alexander Sadecky      |
| 16 maggio | Cremona Challenger 2011 Cremona, Italia Serie regolari 30 000 $+H – Cemento – 32S/32Q/16D Singolare - Doppio                   | Treat Conrad Huey Purav Raja 6–1, 6–2                      | Tomasz Bednarek Mateusz Kowalczyk    | Pablo Carreño Busta Matthew Ebden      | Roko Karanušić Malek Jaziri Andrea Arnaboldi Alexander Sadecky      |
| 23 maggio | Alessandria Challenger 2011 Alessandria, Italia Serie regolari 30 000 $+H – Terra rossa – 32S/32Q/16D Singolare - Doppio       | Pablo Carreño Busta 3–6, 6–3, 7–5                          | Roberto Bautista Agut                | Facundo Bagnis Frederik Nielsen        | Diego Junqueira Ruben Bemelmans Juan Pablo Brzezicki Peter Luczak   |
| 23 maggio | Alessandria Challenger 2011 Alessandria, Italia Serie regolari 30 000 $+H – Terra rossa – 32S/32Q/16D Singolare - Doppio       | Martin Fischer Philipp Oswald 6(5)–7, 7–5, [10–6]          | Jeff Coetzee Andreas Siljeström      | Facundo Bagnis Frederik Nielsen        | Diego Junqueira Ruben Bemelmans Juan Pablo Brzezicki Peter Luczak   |
| 30 maggio | UniCredit Czech Open 2011 Prostějov, Repubblica Ceca Serie regolari 106 500 $+H – Terra rossa – 32S/32Q/16D Singolare - Doppio | Jurij Ščukin 6–4, 4–6, 6–0                                 | Flavio Cipolla                       | Radek Štěpánek Daniel Muñoz de la Nava | Michail Južnyj Andreas Seppi Víctor Estrella Burgos Evgenij Korolëv |
| 30 maggio | UniCredit Czech Open 2011 Prostějov, Repubblica Ceca Serie regolari 106 500 $+H – Terra rossa – 32S/32Q/16D Singolare - Doppio | Serhij Bubka Adrián Menéndez Maceiras 7–5, 6–2             | David Marrero Rubén Ramírez Hidalgo  | Radek Štěpánek Daniel Muñoz de la Nava | Michail Južnyj Andreas Seppi Víctor Estrella Burgos Evgenij Korolëv |
| 30 maggio | Nottingham Trophy 2011 Nottingham, Gran Bretagna Serie regolari 64 000 €+H – Erba – 32S/32Q/16D Singolare - Doppio             | Gilles Müller 7–6(4), 6–2                                  | Matthias Bachinger                   | Tatsuma Itō Bernard Tomić              | Stéphane Bohli Dmitrij Tursunov Matthew Ebden Marinko Matosevic     |
| 30 maggio | Nottingham Trophy 2011 Nottingham, Gran Bretagna Serie regolari 64 000 €+H – Erba – 32S/32Q/16D Singolare - Doppio             | Colin Fleming Ross Hutchins 4–6, 7–6(8), [13–11]           | Dustin Brown Martin Emmrich          | Tatsuma Itō Bernard Tomić              | Stéphane Bohli Dmitrij Tursunov Matthew Ebden Marinko Matosevic     |
| 30 maggio | Franken Challenge 2011 Fürth, Germania Serie regolari 42 500 €+H – Terra rossa – 32S/32Q/16D Singolare - Doppio                | João Sousa 6–2, 0–6, 6–2                                   | Jan-Lennard Struff                   | Nikola Ćirić Denis Gremelmayr          | Tobias Kamke Jerzy Janowicz Simon Greul Romain Jouan                |
| 30 maggio | Franken Challenge 2011 Fürth, Germania Serie regolari 42 500 €+H – Terra rossa – 32S/32Q/16D Singolare - Doppio                | Rameez Junaid Frank Moser 6–2, 6(2)–7, [10–6]              | Jorge Aguilar Júlio César Campozano  | Nikola Ćirić Denis Gremelmayr          | Tobias Kamke Jerzy Janowicz Simon Greul Romain Jouan                |
| 30 maggio | Rijeka Open 2011 Fiume, Croazia Serie regolari 30 000 €+H – Terra rossa – 32S/32Q/16D Singolare - Doppio                       | Rui Machado 6–3, 6–0                                       | Grega Žemlja                         | Paolo Lorenzi Simone Vagnozzi          | Blaž Kavčič Kristijan Mesaroš Adrian Ungur Andrés Molteni           |
| 30 maggio | Rijeka Open 2011 Fiume, Croazia Serie regolari 30 000 €+H – Terra rossa – 32S/32Q/16D Singolare - Doppio                       | Paolo Lorenzi Júlio Silva 6–3, 6–2                         | Lovro Zovko Dino Marcan              | Paolo Lorenzi Simone Vagnozzi          | Blaž Kavčič Kristijan Mesaroš Adrian Ungur Andrés Molteni           |

### Giugno
| Settimana | Torneo | Campione                                                  | Finalista                            | Semifinalisti                              | Eliminati ai quarti                                                           |
| --------- | --- | --------------------------------------------------------- | ------------------------------------ | ------------------------------------------ | ----------------------------------------------------------------------------- |
| 6 giugno  | Nottingham Challenge 2011 Nottingham, Gran Bretagna Serie regolari 64 000 $ – Erba – 32S/32Q/16D Singolare - Doppio   | Dudi Sela 6–4, 3–6, 7–5                                   | Jérémy Chardy                        | Izak van der Merwe Bernard Tomić           | Karol Beck Grega Žemlja Édouard Roger-Vasselin Rik De Voest                   |
| 6 giugno  | Nottingham Challenge 2011 Nottingham, Gran Bretagna Serie regolari 64 000 $ – Erba – 32S/32Q/16D Singolare - Doppio   | Rik De Voest Adil Shamasdin 6–3, 7–6(9)                   | Treat Conrad Huey Izak van der Merwe | Izak van der Merwe Bernard Tomić           | Karol Beck Grega Žemlja Édouard Roger-Vasselin Rik De Voest                   |
| 6 giugno  | Košice Open 2011 Košice, Slovacchia Serie regolari 30 000 €+H – Terra rossa – 32S/32Q/16D Singolare - Doppio          | Simon Greul 6–2, 6–1                                      | Victor Crivoi                        | Evgenij Donskoj Lukáš Rosol                | Andrea Arnaboldi Wayne Odesnik David Guez Dominik Hrbatý                      |
| 6 giugno  | Košice Open 2011 Košice, Slovacchia Serie regolari 30 000 €+H – Terra rossa – 32S/32Q/16D Singolare - Doppio          | Simon Greul Bastian Knittel 2–6, 6–3, [11–9]              | Facundo Bagnis Eduardo Schwank       | Evgenij Donskoj Lukáš Rosol                | Andrea Arnaboldi Wayne Odesnik David Guez Dominik Hrbatý                      |
| 13 giugno | Aspria Tennis Cup 2011 Milano, Italia Serie regolari 30 000 €+H – Terra rossa – 32S/32Q/16D Singolare - Doppio        | Albert Ramos Viñolas 6–4, 3–0 rit.                        | Evgenij Korolëv                      | Stefano Galvani Brian Dabul                | Horacio Zeballos Alberto Brizzi Jonathan Dasnières de Veigy Benjamin Balleret |
| 13 giugno | Aspria Tennis Cup 2011 Milano, Italia Serie regolari 30 000 €+H – Terra rossa – 32S/32Q/16D Singolare - Doppio        | Adrián Menéndez Maceiras Simone Vagnozzi 0–6, 6–3, [10–5] | Andrea Arnaboldi Leonardo Tavares    | Stefano Galvani Brian Dabul                | Horacio Zeballos Alberto Brizzi Jonathan Dasnières de Veigy Benjamin Balleret |
| 20 giugno | Jalisco Open 2011 Guadalajara, Messico Serie regolari 100 000 $ – Cemento – 32S/32Q/16D Singolare - Doppio            | Paul Capdeville 7–5, 6–1                                  | Pierre-Ludovic Duclos                | João Souza Jan Mertl                       | Vasek Pospisil Carlos Salamanca Jamie Baker Ludovic Walter                    |
| 20 giugno | Jalisco Open 2011 Guadalajara, Messico Serie regolari 100 000 $ – Cemento – 32S/32Q/16D Singolare - Doppio            | Vasek Pospisil Bobby Reynolds 6–4, 6(6)–7, [10–6]         | Pierre-Ludovic Duclos Ivo Klec       | João Souza Jan Mertl                       | Vasek Pospisil Carlos Salamanca Jamie Baker Ludovic Walter                    |
| 20 giugno | Marburg Open 2011 Marburgo, Germania Serie regolari 30 000 €+H – Terra rossa – 32S/32Q/16D Singolare - Doppio         | Björn Phau 6–4, 2–6, 6–3                                  | Jan Hájek                            | Albert Ramos Viñolas Horacio Zeballos      | Jurij Ščukin Wayne Odesnik Attila Balázs Diego Junqueira                      |
| 20 giugno | Marburg Open 2011 Marburgo, Germania Serie regolari 30 000 €+H – Terra rossa – 32S/32Q/16D Singolare - Doppio         | Martin Emmrich Björn Phau 7–6(4), 6–2                     | Federico Delbonis Horacio Zeballos   | Albert Ramos Viñolas Horacio Zeballos      | Jurij Ščukin Wayne Odesnik Attila Balázs Diego Junqueira                      |
| 27 giugno | Sparkassen Open 2011 Braunschweig, Germania Serie regolari 106 500 $+H – Terra rossa – 32S/32Q/16D Singolare - Doppio | Lukáš Rosol 7–5, 7–6(2)                                   | Evgenij Donskoj                      | Stéphane Robert Jan Hájek                  | Horacio Zeballos Frederico Gil Thomas Schoorel Jaroslav Pospíšil              |
| 27 giugno | Sparkassen Open 2011 Braunschweig, Germania Serie regolari 106 500 $+H – Terra rossa – 32S/32Q/16D Singolare - Doppio | Martin Emmrich Andreas Siljeström 0–6, 6–4, [10–7]        | Olivier Charroin Stéphane Robert     | Stéphane Robert Jan Hájek                  | Horacio Zeballos Frederico Gil Thomas Schoorel Jaroslav Pospíšil              |
| 27 giugno | Sporting Challenger 2011 Torino, Italia Tretorn SERIE+ 85 000 €+H – Terra rossa – 32S/32Q/16D Singolare - Doppio      | Carlos Berlocq 6–4, 6–3                                   | Albert Ramos Viñolas                 | Alessandro Giannessi Rubén Ramírez Hidalgo | Júlio Silva Daniel Muñoz de la Nava Martin Kližan Diego Junqueira             |
| 27 giugno | Sporting Challenger 2011 Torino, Italia Tretorn SERIE+ 85 000 €+H – Terra rossa – 32S/32Q/16D Singolare - Doppio      | Martin Fischer Philipp Oswald 6–3, 6–4                    | Uladzimir Ihnacik Martin Kližan      | Alessandro Giannessi Rubén Ramírez Hidalgo | Júlio Silva Daniel Muñoz de la Nava Martin Kližan Diego Junqueira             |
| 27 giugno | Nielsen Pro Tennis Ch'ships 2011 Winnetka, USA Serie regolari 50 000 € – Cemento – 32S/32Q/16D Singolare - Doppio     | James Blake 6–3, 6–1                                      | Bobby Reynolds                       | Donald Young Rik De Voest                  | Michael Russell Robby Ginepri Michael Venus Paul Capdeville                   |
| 27 giugno | Nielsen Pro Tennis Ch'ships 2011 Winnetka, USA Serie regolari 50 000 € – Cemento – 32S/32Q/16D Singolare - Doppio     | Treat Conrad Huey Bobby Reynolds 7–6(7), 6–4              | Jordan Kerr Travis Parrott           | Donald Young Rik De Voest                  | Michael Russell Robby Ginepri Michael Venus Paul Capdeville                   |

### Luglio
| Settimana | Torneo | Campione                                                         | Finalista                              | Semifinalisti                              | Eliminati ai quarti                                                             |
| --------- | --- | ---------------------------------------------------------------- | -------------------------------------- | ------------------------------------------ | ------------------------------------------------------------------------------- |
| 4 luglio  | Oberstaufen Cup 2011 Oberstaufen, Germania Serie regolari 30 000 €+H – Terra rossa – 32S/32Q/16D Singolare - Doppio                                | Daniel Brands 6–4, 7–6(7–3)                                      | Andreas Beck                           | Cedrik-Marcel Stebe Nikola Ćirić           | André Ghem Martin Fischer Jorge Aguilar Simon Greul                             |
| 4 luglio  | Oberstaufen Cup 2011 Oberstaufen, Germania Serie regolari 30 000 €+H – Terra rossa – 32S/32Q/16D Singolare - Doppio                                | Martin Fischer Philipp Oswald 7–6(1), 6–3                        | Tomasz Bednarek Mateusz Kowalczyk      | Cedrik-Marcel Stebe Nikola Ćirić           | André Ghem Martin Fischer Jorge Aguilar Simon Greul                             |
| 4 luglio  | Open Diputación Ciudad de Pozoblanco 2011 Pozoblanco, Spagna Tretorn SERIE+ 85 000 €+H – Cemento – 32S/32Q/16D Singolare - Doppio                  | Kenny de Schepper 2–6, 7–5, 6–3                                  | Iván Navarro                           | Illja Marčenko Konstantin Kravčuk          | Roberto Bautista Agut Aleksandr Kudrjavcev Pablo Carreño Busta Rainer Schüttler |
| 4 luglio  | Open Diputación Ciudad de Pozoblanco 2011 Pozoblanco, Spagna Tretorn SERIE+ 85 000 €+H – Cemento – 32S/32Q/16D Singolare - Doppio                  | Michail Elgin Aleksandr Kudrjavcev walkover                      | Illja Marčenko Denys Molčanov          | Illja Marčenko Konstantin Kravčuk          | Roberto Bautista Agut Aleksandr Kudrjavcev Pablo Carreño Busta Rainer Schüttler |
| 4 luglio  | Carisap Tennis Cup 2011 San Benedetto del Tronto, Italia Serie regolari 30 000 €+H – Terra rossa – 32S/32Q/16D Singolare - Doppio                  | Adrian Ungur 7–5, 6–2                                            | Stefano Galvani                        | Paolo Lorenzi Pere Riba                    | Simone Vagnozzi Alessandro Giannessi Alessio di Mauro Benoît Paire              |
| 4 luglio  | Carisap Tennis Cup 2011 San Benedetto del Tronto, Italia Serie regolari 30 000 €+H – Terra rossa – 32S/32Q/16D Singolare - Doppio                  | Alessio di Mauro Alessandro Motti 7–6(5), 4–6, [10–7]            | Daniele Giorgini Stefano Travaglia     | Paolo Lorenzi Pere Riba                    | Simone Vagnozzi Alessandro Giannessi Alessio di Mauro Benoît Paire              |
| 4 luglio  | The Hague Open 2011 Scheveningen, Paesi Bassi Tretorn SERIE+ 42 500 €+H – Terra rossa – 32S/32Q/16D Singolare - Doppio                             | Steve Darcis 6–3, 4–6, 6–2                                       | Marsel İlhan                           | Augustin Gensse Dušan Lojda                | David Goffin Matwé Middelkoop Éric Prodon Ivo Minář                             |
| 4 luglio  | The Hague Open 2011 Scheveningen, Paesi Bassi Tretorn SERIE+ 42 500 €+H – Terra rossa – 32S/32Q/16D Singolare - Doppio                             | Colin Ebelthite Adam Feeney 6–4, 6(5)–7, [10–7]                  | Rameez Junaid Sadik Kadir              | Augustin Gensse Dušan Lojda                | David Goffin Matwé Middelkoop Éric Prodon Ivo Minář                             |
| 11 luglio | Open Seguros Bolívar 2011 Bogotà, Colombia Serie regolari 125 000 €+H – Terra rossa– 32S/32Q/16D Singolare - Doppio                                | Feliciano López 6–4, 6–3                                         | Carlos Salamanca                       | Horacio Zeballos Izak van der Merwe        | João Souza Guillermo Rivera-Aránguiz Facundo Argüello Alejandro González        |
| 11 luglio | Open Seguros Bolívar 2011 Bogotà, Colombia Serie regolari 125 000 €+H – Terra rossa– 32S/32Q/16D Singolare - Doppio                                | Treat Conrad Huey Izak van der Merwe 7–6(3), 6(5)–7, [7–2], def. | Juan Sebastián Cabal Robert Farah      | Horacio Zeballos Izak van der Merwe        | João Souza Guillermo Rivera-Aránguiz Facundo Argüello Alejandro González        |
| 11 luglio | Polish Open Challenger 2011 Sopot, Polonia Tretorn SERIE+ 106 500 € – Terra rossa– 32S/32Q/16D Singolare - Doppio                                  | Éric Prodon 6–1, 6–3                                             | Nikola Ćirić                           | Marc Gicquel Jan Hájek                     | Andreas Beck Stéphane Robert Florent Serra Steve Darcis                         |
| 11 luglio | Polish Open Challenger 2011 Sopot, Polonia Tretorn SERIE+ 106 500 € – Terra rossa– 32S/32Q/16D Singolare - Doppio                                  | Mariusz Fyrstenberg Marcin Matkowski 7–5, 7–6(4)                 | Olivier Charroin Stéphane Robert       | Marc Gicquel Jan Hájek                     | Andreas Beck Stéphane Robert Florent Serra Steve Darcis                         |
| 11 luglio | Comerica Bank Challenger 2011 Aptos, USA Serie regolari 75 000 € – Cemento – 32S/32Q/16D Singolare - Doppio                                        | Laurynas Grigelis 6–2, 7–6(4)                                    | Ilija Bozoljac                         | Igor' Kunicyn Carsten Ball                 | Michael Venus Matthew Ebden Wayne Odesnik Alex Bogdanović                       |
| 11 luglio | Comerica Bank Challenger 2011 Aptos, USA Serie regolari 75 000 € – Cemento – 32S/32Q/16D Singolare - Doppio                                        | Carsten Ball Chris Guccione 7–6(5), 6–4                          | John Paul Fruttero Raven Klaasen       | Igor' Kunicyn Carsten Ball                 | Michael Venus Matthew Ebden Wayne Odesnik Alex Bogdanović                       |
| 11 luglio | Challenger Banque Nationale de Granby 2011 Granby, Canada Serie regolari 50 000 $+H – Cemento – 32S/32Q/16D Singolare - Doppio                     | Édouard Roger-Vasselin 7–6(9), 4–6, 6–1                          | Matthias Bachinger                     | Arnaud Clément Karol Beck                  | Dudi Sela Nicolas Mahut Vasek Pospisil Tatsuma Itō                              |
| 11 luglio | Challenger Banque Nationale de Granby 2011 Granby, Canada Serie regolari 50 000 $+H – Cemento – 32S/32Q/16D Singolare - Doppio                     | Karol Beck Édouard Roger-Vasselin 6–1, 6–3                       | Matthias Bachinger Frank Moser         | Arnaud Clément Karol Beck                  | Dudi Sela Nicolas Mahut Vasek Pospisil Tatsuma Itō                              |
| 18 luglio | Poznan Porsche Open 2011 Poznań, Polonia Tretorn SERIE+ 85 000 €+H – Terra rossa – 32S/32Q/16D Singolare - Doppio                                  | Rui Machado 6–3, 6–3                                             | Jerzy Janowicz                         | Stéphane Robert Jurij Ščukin               | Marco Crugnola Augustin Gensse Vincent Millot Dušan Lojda                       |
| 18 luglio | Poznan Porsche Open 2011 Poznań, Polonia Tretorn SERIE+ 85 000 €+H – Terra rossa – 32S/32Q/16D Singolare - Doppio                                  | Olivier Charroin Stéphane Robert 6–2, 6–3                        | Franco Ferreiro André Sá               | Stéphane Robert Jurij Ščukin               | Marco Crugnola Augustin Gensse Vincent Millot Dušan Lojda                       |
| 18 luglio | Orbetello Challenger 2011 Orbetello, Italia Serie regolari 64 000 €+H – Terra rossa – 32S/32Q/16D Singolare - Doppio                               | Filippo Volandri 4–6, 6–3, 6–2                                   | Matteo Viola                           | Romain Jouan Édouard Roger-Vasselin        | Benoît Paire Paolo Lorenzi Florent Serra Thiemo de Bakker                       |
| 18 luglio | Orbetello Challenger 2011 Orbetello, Italia Serie regolari 64 000 €+H – Terra rossa – 32S/32Q/16D Singolare - Doppio                               | Julian Knowle Igor Zelenay 6–1, 7–6(2)                           | Romain Jouan Benoît Paire              | Romain Jouan Édouard Roger-Vasselin        | Benoît Paire Paolo Lorenzi Florent Serra Thiemo de Bakker                       |
| 18 luglio | Fifth Third Bank Tennis Championships 2011 Lexington, USA Serie regolari 50 000 € – Cemento – 32S/32Q/16D Singolare - Doppio                       | Wayne Odesnik 7–5, 6–4                                           | James Ward                             | Pierre-Ludovic Duclos Greg Ouellette       | Érik Chvojka Blake Strode Jamie Baker Michael Yani                              |
| 18 luglio | Fifth Third Bank Tennis Championships 2011 Lexington, USA Serie regolari 50 000 € – Cemento – 32S/32Q/16D Singolare - Doppio                       | Jordan Kerr David Martin 6–3, 6–4                                | James Ward Michael Yani                | Pierre-Ludovic Duclos Greg Ouellette       | Érik Chvojka Blake Strode Jamie Baker Michael Yani                              |
| 18 luglio | Penza Cup 2011 Penza, Russia Serie regolari 50 000 € – Cemento – 32S/32Q/16D Singolare - Doppio                                                    | Arnau Brugués-Davi 4–6, 6–3, 6–1                                 | Michail Kukuškin                       | Marco Chiudinelli Amir Weintraub           | Nikola Mektić Serhij Bubka Ervand Gasparyan Mikhail Ledovskikh                  |
| 18 luglio | Penza Cup 2011 Penza, Russia Serie regolari 50 000 € – Cemento – 32S/32Q/16D Singolare - Doppio                                                    | Arnau Brugués-Davi Malek Jaziri 6(6)–7 , 6–2, [10–8]             | Serhij Bubka Adrián Menéndez Maceiras  | Marco Chiudinelli Amir Weintraub           | Nikola Mektić Serhij Bubka Ervand Gasparyan Mikhail Ledovskikh                  |
| 18 luglio | Manta Open 2011 Manta, Ecuador Serie regolari 35 000 $+H – Cemento – 32S/23Q/16D Singolare - Doppio                                                | Brian Dabul 6–1, 6–3                                             | Facundo Argüello                       | Riccardo Ghedin Rogério Dutra da Silva     | Iván Endara Raven Klaasen Júlio César Campozano Guillermo Rivera-Aránguiz       |
| 18 luglio | Manta Open 2011 Manta, Ecuador Serie regolari 35 000 $+H – Cemento – 32S/23Q/16D Singolare - Doppio                                                | Brian Dabul Izak van der Merwe 6–1, 6(2)–7, [11–9]               | John Paul Fruttero Raven Klaasen       | Riccardo Ghedin Rogério Dutra da Silva     | Iván Endara Raven Klaasen Júlio César Campozano Guillermo Rivera-Aránguiz       |
| 25 luglio | Tampere Open 2011 Tampere, Finlandia Serie regolari 42 500 € – Terra rossa – 32S/32Q/16D Singolare - Doppio                                        | Éric Prodon 6–1, 3–6, 6–2                                        | Augustin Gensse                        | Jonathan Dasnières de Veigy Henri Kontinen | Timo Nieminen Jonathan Eysseric David Guez Dušan Lojda                          |
| 25 luglio | Tampere Open 2011 Tampere, Finlandia Serie regolari 42 500 € – Terra rossa – 32S/32Q/16D Singolare - Doppio                                        | Jonathan Dasnières de Veigy David Guez 5–7, 6–4, [10–5]          | Pierre-Hugues Herbert Nicolas Renavand | Jonathan Dasnières de Veigy Henri Kontinen | Timo Nieminen Jonathan Eysseric David Guez Dušan Lojda                          |
| 25 luglio | Wuhai Challenger 2011 Wuhai, Cina Serie regolari 35 000 €+H – Cemento – 32S/32Q/16D Singolare - Doppio                                             | Gō Soeda 7–5, 6–4                                                | Raven Klaasen                          | Tsung-hua Yang Iñigo Cervantes-Huegun      | Lim Yong-kyu Danai Udomchoke Amir Weintraub Nicholas Monroe                     |
| 25 luglio | Wuhai Challenger 2011 Wuhai, Cina Serie regolari 35 000 €+H – Cemento – 32S/32Q/16D Singolare - Doppio                                             | Lee Hsin-han Yang Tsung-hua 6–2, 7–6(4)                          | Feng He Zhang Ze                       | Tsung-hua Yang Iñigo Cervantes-Huegun      | Lim Yong-kyu Danai Udomchoke Amir Weintraub Nicholas Monroe                     |
| 25 luglio | Internationale Westfälische Tennismeisterschaften 2011 Dortmund, Germania Serie regolari 30 000 €+H – Terra rossa – 32S/32Q/16D Singolare - Doppio | Leonardo Mayer 6–3, 6–2                                          | Thomas Schoorel                        | Maxime Authom Facundo Bagnis               | Horacio Zeballos Tejmuraz Gabašvili Björn Phau Martin Kližan                    |
| 25 luglio | Internationale Westfälische Tennismeisterschaften 2011 Dortmund, Germania Serie regolari 30 000 €+H – Terra rossa – 32S/32Q/16D Singolare - Doppio | Dominik Meffert Björn Phau 6–4, 6–3                              | Tejmuraz Gabašvili Andrej Kuznecov     | Maxime Authom Facundo Bagnis               | Horacio Zeballos Tejmuraz Gabašvili Björn Phau Martin Kližan                    |
| 25 luglio | Guzzini Challenger 2011 Recanati, Italia Serie regolari 30 000 €+H - Cemento - 32S/32Q/16D Singolare - Doppio                                      | Fabrice Martin 6–1, 6(6)–7, 7–6(3)                               | Kenny de Schepper                      | Stefano Galvani Grega Žemlja               | Frederik Nielsen Flavio Cipolla Federico Gaio Roberto Bautista Agut             |
| 25 luglio | Guzzini Challenger 2011 Recanati, Italia Serie regolari 30 000 €+H - Cemento - 32S/32Q/16D Singolare - Doppio                                      | Frederik Nielsen Ken Skupski 6–4, 7–5                            | Federico Gaio Purav Raja               | Stefano Galvani Grega Žemlja               | Frederik Nielsen Flavio Cipolla Federico Gaio Roberto Bautista Agut             |
| 25 luglio | President's Cup 2011 Astana, Kazakistan Serie regolari 30 000 €+H - Cemento - 32S/32Q/16D Singolare - Doppio                                       | Michail Kukuškin 6–3, 6–4                                        | Serhij Bubka                           | Andrej Golubev Malek Jaziri                | Arnau Brugués-Davi Konstantin Kravčuk Karol Beck Marco Chiudinelli              |
| 25 luglio | President's Cup 2011 Astana, Kazakistan Serie regolari 30 000 €+H - Cemento - 32S/32Q/16D Singolare - Doppio                                       | Konstantin Kravčuk Denys Molčanov 7–6(4), 6(1)–7, [10–3]         | Arnau Brugués-Davi Malek Jaziri        | Andrej Golubev Malek Jaziri                | Arnau Brugués-Davi Konstantin Kravčuk Karol Beck Marco Chiudinelli              |

### Agosto
| Settimana | Torneo | Campione                                                  | Finalista                           | Semifinalisti                         | Eliminati ai quarti                                              |
| --------- | --- | --------------------------------------------------------- | ----------------------------------- | ------------------------------------- | ---------------------------------------------------------------- |
| 1º agosto | Odlum Brown Vancouver Open 2011 Vancouver, Canada Serie regolari 100 000 € – Cemento – 32S/32Q/16D Singolare - Doppio                               | James Ward 7–5, 6–4                                       | Robby Ginepri                       | Vasek Pospisil Bobby Reynolds         | Alex Bogdanović Roman Borvanov Grega Žemlja Clément Reix         |
| 1º agosto | Odlum Brown Vancouver Open 2011 Vancouver, Canada Serie regolari 100 000 € – Cemento – 32S/32Q/16D Singolare - Doppio                               | Treat Conrad Huey Travis Parrott 6–2, 1–6, [16–14]        | Jordan Kerr David Martin            | Vasek Pospisil Bobby Reynolds         | Alex Bogdanović Roman Borvanov Grega Žemlja Clément Reix         |
| 1º agosto | Open Castilla y León 2011 Segovia, Spagna Serie regolari 85 000 €+H – Cemento – 32S/32Q/16D Singolare - Doppio                                      | Karol Beck 6–4, 7–6(4)                                    | Grégoire Burquier                   | Marco Chiudinelli Evgenij Donskoj     | Tejmuraz Gabašvili Henri Kontinen Fabrice Martin Nicolas Mahut   |
| 1º agosto | Open Castilla y León 2011 Segovia, Spagna Serie regolari 85 000 €+H – Cemento – 32S/32Q/16D Singolare - Doppio                                      | Johan Brunström Frederik Nielsen 6–2, 3–6, [10–6]         | Nicolas Mahut Lovro Zovko           | Marco Chiudinelli Evgenij Donskoj     | Tejmuraz Gabašvili Henri Kontinen Fabrice Martin Nicolas Mahut   |
| 1º agosto | Beijing International Challenger 2011 Pechino, Cina Serie regolari 75 000 €+H – Cemento – 32S/32Q/16D Singolare - Doppio                            | Farruch Dustov 6–1, 7–6(4)                                | Yang Tsung-hua                      | Dudi Sela Lim Yong-kyu                | Iñigo Cervantes-Huegun Guillermo Olaso Chen Ti Kamil Čapkovič    |
| 1º agosto | Beijing International Challenger 2011 Pechino, Cina Serie regolari 75 000 €+H – Cemento – 32S/32Q/16D Singolare - Doppio                            | Sanchai Ratiwatana Sonchat Ratiwatana 6(4)–7, 6–3, [10–3] | Harri Heliövaara Michael Ryderstedt | Dudi Sela Lim Yong-kyu                | Iñigo Cervantes-Huegun Guillermo Olaso Chen Ti Kamil Čapkovič    |
| 1º agosto | MasterCard Tennis Cup 2011 Campos do Jordão, Brasile Serie regolari 50 000 €+H – Cemento – 32S/32Q/16D Singolare - Doppio                           | Rogério Dutra da Silva 6–4, 6(5)–7, 6–3                   | Izak van der Merwe                  | Ricardo Mello Brian Dabul             | Júlio Silva Carlos Salamanca Paul Capdeville Robert Farah        |
| 1º agosto | MasterCard Tennis Cup 2011 Campos do Jordão, Brasile Serie regolari 50 000 €+H – Cemento – 32S/32Q/16D Singolare - Doppio                           | Juan Sebastián Cabal Robert Farah 6–2, 6–3                | Ricardo Hocevar Júlio Silva         | Ricardo Mello Brian Dabul             | Júlio Silva Carlos Salamanca Paul Capdeville Robert Farah        |
| 1º agosto | Trani Cup 2011 Trani, Italia Serie regolari 30 000 €+H – Terra rossa – 32S/32Q/16D Singolare - Doppio                                               | Steve Darcis 4–6, 6–3, 6–2                                | Leonardo Mayer                      | Rui Machado Andrea Arnaboldi          | Martin Fischer Matteo Trevisan Adrian Ungur David Goffin         |
| 1º agosto | Trani Cup 2011 Trani, Italia Serie regolari 30 000 €+H – Terra rossa – 32S/32Q/16D Singolare - Doppio                                               | Jorge Aguilar Andrés Molteni 6–4, 6–4                     | Giulio di Meo Stefano Ianni         | Rui Machado Andrea Arnaboldi          | Martin Fischer Matteo Trevisan Adrian Ungur David Goffin         |
| 8 agosto  | San Marino CEPU Open 2011 San Marino, San Marino Serie regolari 85 000 €+H – Terra rossa – 32S/32Q/16D Singolare - Doppio                           | Potito Starace 6-1, 3–0 rit.                              | Martin Kližan                       | Benoît Paire Marc Gicquel             | Jan Hájek Leonardo Mayer Björn Phau Lukáš Rosol                  |
| 8 agosto  | San Marino CEPU Open 2011 San Marino, San Marino Serie regolari 85 000 €+H – Terra rossa – 32S/32Q/16D Singolare - Doppio                           | James Cerretani Philipp Marx 6–3, 6–4                     | Daniele Bracciali Julian Knowle     | Benoît Paire Marc Gicquel             | Jan Hájek Leonardo Mayer Björn Phau Lukáš Rosol                  |
| 8 agosto  | Levene Gouldin & Thompson Tennis Challenger 2011 Binghamton, USA Serie regolari 50 000 € – Cemento – 32S/32Q/16D Singolare - Doppio                 | Paul Capdeville 7–6(4), 6–3                               | Wayne Odesnik                       | Izak van der Merwe Grega Žemlja       | Ruben Bemelmans Evgenij Donskoj Greg Jones Carsten Ball          |
| 8 agosto  | Levene Gouldin & Thompson Tennis Challenger 2011 Binghamton, USA Serie regolari 50 000 € – Cemento – 32S/32Q/16D Singolare - Doppio                 | Juan Sebastián Cabal Robert Farah 6-4, 6-3                | Treat Conrad Huey Frederik Nielsen  | Izak van der Merwe Grega Žemlja       | Ruben Bemelmans Evgenij Donskoj Greg Jones Carsten Ball          |
| 8 agosto  | Samarkand Challenger 2011 Samarcanda, Uzbekistan Serie regolari 35 000 €+H – Terra rossa – 32S/32Q/16D Singolare - Doppio                           | Denis Istomin 7–6(2), ritiro                              | Malek Jaziri                        | Gerald Melzer Miloslav Mečíř Jr.      | Radu Albot Tsung-hua Yang Victor Crivoi Miljan Zekić             |
| 8 agosto  | Samarkand Challenger 2011 Samarcanda, Uzbekistan Serie regolari 35 000 €+H – Terra rossa – 32S/32Q/16D Singolare - Doppio                           | Michail Elgin Aleksandr Kudrjavcev 7–6(4), 2–6, [10–7]    | Radu Albot Andrej Kuznecov          | Gerald Melzer Miloslav Mečíř Jr.      | Radu Albot Tsung-hua Yang Victor Crivoi Miljan Zekić             |
| 15 agosto | Zucchetti Kos Tennis Cup 2011 Cordenons, Italia Tretorn SERIE+ 85 000 €+H – Terra rossa – 32S/32Q/16D Singolare - Doppio                            | Daniel Muñoz de la Nava 6–4, 2–6, 6–2                     | Nicolás Pastor                      | Alessandro Giannessi Martin Kližan    | Attila Balázs Simone Bolelli Victor Crivoi Dustin Brown          |
| 15 agosto | Zucchetti Kos Tennis Cup 2011 Cordenons, Italia Tretorn SERIE+ 85 000 €+H – Terra rossa – 32S/32Q/16D Singolare - Doppio                            | Julian Knowle Michael Kohlmann 2–6, 7–5, [10–5]           | Colin Ebelthite Adam Feeney         | Alessandro Giannessi Martin Kližan    | Attila Balázs Simone Bolelli Victor Crivoi Dustin Brown          |
| 15 agosto | Karshi Challenger 2011 Karshi, Uzbekistan Serie regolari 50 000 € – Cemento – 32S/32Q/16D Singolare - Doppio                                        | Denis Istomin 6–3, 1–6, 6–1                               | Blaž Kavčič                         | Mikhail Ledovskikh Konstantin Kravčuk | Farruch Dustov Aleksandr Kudrjavcev Denys Molčanov Dušan Lajović |
| 15 agosto | Karshi Challenger 2011 Karshi, Uzbekistan Serie regolari 50 000 € – Cemento – 32S/32Q/16D Singolare - Doppio                                        | Michail Elgin Aleksandr Kudrjavcev 3–6, 6–3, [11–9]       | Konstantin Kravčuk Denys Molčanov   | Mikhail Ledovskikh Konstantin Kravčuk | Farruch Dustov Aleksandr Kudrjavcev Denys Molčanov Dušan Lajović |
| 15 agosto | Concurso Internacional de Tenis - San Sebastián 2011 San Sebastián, Spagna Serie regolari 30 000 €+H – Terra rossa – 32S/32Q/16D Singolare - Doppio | Albert Ramos Viñolas 6–1, 6–2                             | Pere Riba                           | Daniel Gimeno Traver Simone Vagnozzi  | Roberto Bautista Agut João Sousa Pedro Sousa Matwé Middelkoop    |
| 15 agosto | Concurso Internacional de Tenis - San Sebastián 2011 San Sebastián, Spagna Serie regolari 30 000 €+H – Terra rossa – 32S/32Q/16D Singolare - Doppio | Stefano Ianni Simone Vagnozzi 6–3, 6–4                    | Daniel Gimeno Traver Israel Sevilla | Daniel Gimeno Traver Simone Vagnozzi  | Roberto Bautista Agut João Sousa Pedro Sousa Matwé Middelkoop    |
| 22 agosto | Savoldi-Cò - Trofeo Dimmidisì 2011 Manerbio, Italia Serie regolari 85 000 €+H – Terra rossa – 32S/32Q/16D Singolare - Doppio                        | Adrian Ungur 4–6, 7–6(4), 6–2                             | Peter Gojowczyk                     | Rubén Ramírez Hidalgo Martin Kližan   | Marco Crugnola Dustin Brown Federico Delbonis Boris Pašanski     |
| 22 agosto | Savoldi-Cò - Trofeo Dimmidisì 2011 Manerbio, Italia Serie regolari 85 000 €+H – Terra rossa – 32S/32Q/16D Singolare - Doppio                        | Dustin Brown Lovro Zovko 7–6(4), 7–5                      | Alessio di Mauro Alessandro Motti   | Rubén Ramírez Hidalgo Martin Kližan   | Marco Crugnola Dustin Brown Federico Delbonis Boris Pašanski     |
| 22 agosto | Astana Cup 2011 Astana, Kazakhstan Serie regolari 50 000 €+H – Cemento – 32S/32Q/16D Singolare - Doppio                                             | Rainer Schüttler 7–6(6), 4–6, 6–4                         | Tejmuraz Gabašvili                  | Jamie Baker Aleksandr Kudrjavcev      | Fabrice Martin Radu Albot Jan Minář Chen Ti                      |
| 22 agosto | Astana Cup 2011 Astana, Kazakhstan Serie regolari 50 000 €+H – Cemento – 32S/32Q/16D Singolare - Doppio                                             | Karan Rastogi Vishnu Vardhan 7–6(3), 2–6, [10–8]          | Harri Heliövaara Denys Molčanov     | Jamie Baker Aleksandr Kudrjavcev      | Fabrice Martin Radu Albot Jan Minář Chen Ti                      |
| 29 agosto | Città di Como Challenger 2011 Como, Italia Serie regolari 30 000 €+H – Terra rossa – 32S/32Q/16D Singolare - Doppio                                 | Pablo Carreño Busta 6–4, 7–6(4)                           | Andreas Beck                        | Paolo Lorenzi Benoît Paire            | Stéphane Robert Kristijan Mesaroš Boris Pašanski Simon Greul     |
| 29 agosto | Città di Como Challenger 2011 Como, Italia Serie regolari 30 000 €+H – Terra rossa – 32S/32Q/16D Singolare - Doppio                                 | Federico Delbonis Renzo Olivo 6–1, 6–4                    | Martín Alund Facundo Argüello       | Paolo Lorenzi Benoît Paire            | Stéphane Robert Kristijan Mesaroš Boris Pašanski Simon Greul     |
| 29 agosto | Chang-Sat Bangkok Open 2011 Bangkok, Thailandia Serie regolari 50 000 €+H – Cemento – 32S/32Q/16D Singolare - Doppio                                | Cedrik-Marcel Stebe 7–5, 6–1                              | Amir Weintraub                      | Konstantin Kravčuk Harri Heliövaara   | Érik Chvojka James Ward Yong-kyu Lim Li Zhe                      |
| 29 agosto | Chang-Sat Bangkok Open 2011 Bangkok, Thailandia Serie regolari 50 000 €+H – Cemento – 32S/32Q/16D Singolare - Doppio                                | Pierre-Ludovic Duclos Riccardo Ghedin 6–4, 6–4            | Nicholas Monroe Ludovic Walter      | Konstantin Kravčuk Harri Heliövaara   | Érik Chvojka James Ward Yong-kyu Lim Li Zhe                      |

### Settembre
| Settimana    | Torneo | Campione                                                           | Finalista                                        | Semifinalisti                            | Eliminati ai quarti                                                          |
| ------------ | --- | ------------------------------------------------------------------ | ------------------------------------------------ | ---------------------------------------- | ---------------------------------------------------------------------------- |
| 5 settembre  | Genoa Open Challenger 2011 Genova, Italia Serie regolari 85 000 €+H – Terra rossa – 32S/32Q/16D Singolare - Doppio                            | Martin Kližan 6–3, 6–1                                             | Leonardo Mayer                                   | Frederico Gil Horacio Zeballos           | Alessandro Giannessi Gianluca Naso Rui Machado Thomas Fabbiano               |
| 5 settembre  | Genoa Open Challenger 2011 Genova, Italia Serie regolari 85 000 €+H – Terra rossa – 32S/32Q/16D Singolare - Doppio                            | Dustin Brown Horacio Zeballos 6–2, 7–5                             | Jordan Kerr Travis Parrott                       | Frederico Gil Horacio Zeballos           | Alessandro Giannessi Gianluca Naso Rui Machado Thomas Fabbiano               |
| 5 settembre  | TEAN International 2011 Alphen aan den Rijn, Paesi Bassi Serie regolari 42 500 € – Terra rossa – 32S/32Q/16D Singolare - Doppio               | Igor Sijsling 7–6(2), 6–3                                          | Jan-Lennard Struff                               | Marek Michalicka Augustin Gensse         | Thiemo de Bakker Jonathan Eysseric Jan Mertl Maxime Authom                   |
| 5 settembre  | TEAN International 2011 Alphen aan den Rijn, Paesi Bassi Serie regolari 42 500 € – Terra rossa – 32S/32Q/16D Singolare - Doppio               | Thiemo de Bakker Antal van der Duim 6–4, 6(4)–7, [10–6]            | Matwé Middelkoop Igor Sijsling                   | Marek Michalicka Augustin Gensse         | Thiemo de Bakker Jonathan Eysseric Jan Mertl Maxime Authom                   |
| 5 settembre  | Copa Sevilla 2011 Siviglia, Spagna Serie regolari 42 500 €+H – Terra gialla – 32S/32Q/16D Singolare - Doppio                                  | Daniel Gimeno Traver 6–3, 6–3                                      | Rubén Ramírez Hidalgo                            | Pere Riba Albert Ramos Viñolas           | Nikola Ciric Paolo Lorenzi Evgenij Donskoj Michal Schmid                     |
| 5 settembre  | Copa Sevilla 2011 Siviglia, Spagna Serie regolari 42 500 €+H – Terra gialla – 32S/32Q/16D Singolare - Doppio                                  | Daniel Muñoz de la Nava Rubén Ramírez Hidalgo 6–4, 6(4)–7, [13–11] | Gerard Granollers Pujol Adrián Menéndez Maceiras | Pere Riba Albert Ramos Viñolas           | Nikola Ciric Paolo Lorenzi Evgenij Donskoj Michal Schmid                     |
| 5 settembre  | Trophée des Alpilles 2011 Saint-Rémy-de-Provence, Francia Serie regolari 42 500 €+H – Cemento – 32S/32Q/16D Singolare - Doppio                | Édouard Roger-Vasselin 6–4, 6–3                                    | Arnaud Clément                                   | Nicolas Mahut Lukáš Lacko                | Arnau Brugués-Davi Laurynas Grigelis Élie Rousset Steve Darcis               |
| 5 settembre  | Trophée des Alpilles 2011 Saint-Rémy-de-Provence, Francia Serie regolari 42 500 €+H – Cemento – 32S/32Q/16D Singolare - Doppio                | Pierre-Hugues Herbert Édouard Roger-Vasselin 6–0, 4–6, [10–7]      | Arnaud Clément Nicolas Renavand                  | Nicolas Mahut Lukáš Lacko                | Arnau Brugués-Davi Laurynas Grigelis Élie Rousset Steve Darcis               |
| 5 settembre  | Shanghai Challenger 2011 Shanghai, Cina Serie regolari 50 000 € – Cemento – 32S/32Q/16D Singolare - Doppio                                    | Cedrik-Marcel Stebe 6–4, 4–6, 7–5                                  | Aleksandr Kudrjavcev                             | Jürgen Zopp Jan Hernych                  | Harri Heliövaara Luka Gregorc Yang Tsung-hua Dominik Meffert                 |
| 5 settembre  | Shanghai Challenger 2011 Shanghai, Cina Serie regolari 50 000 € – Cemento – 32S/32Q/16D Singolare - Doppio                                    | Sanchai Ratiwatana Sonchat Ratiwatana 7–6(4), 6–3                  | Fritz Wolmarans Michael Yani                     | Jürgen Zopp Jan Hernych                  | Harri Heliövaara Luka Gregorc Yang Tsung-hua Dominik Meffert                 |
| 5 settembre  | Brașov Challenger 2011 Brașov, Romania Serie regolari 30 000 € – Terra rossa – 32S/32Q/16D Singolare - Doppio                                 | Benoît Paire 6–4, 3–0 rit.                                         | Maxime Teixeira                                  | Jan Hájek Adrian Ungur                   | Victor Crivoi Andreas Beck Antonio Veić Dušan Lojda                          |
| 5 settembre  | Brașov Challenger 2011 Brașov, Romania Serie regolari 30 000 € – Terra rossa – 32S/32Q/16D Singolare - Doppio                                 | Victor Anagnastopol Florin Mergea 6–2, 6–3                         | Dušan Lojda Benoît Paire                         | Jan Hájek Adrian Ungur                   | Victor Crivoi Andreas Beck Antonio Veić Dušan Lojda                          |
| 12 settembre | Pekao Szczecin Open 2011 Stettino, Polonia Serie regolari 106 500 €+H – Terra rossa – 32S/32Q/16D Singolare - Doppio                          | Rui Machado 2–6, 7–5, 6–2                                          | Éric Prodon                                      | Albert Montañés Daniel Muñoz de la Nava  | João Souza Horacio Zeballos Federico Delbonis Alessandro Giannessi           |
| 12 settembre | Pekao Szczecin Open 2011 Stettino, Polonia Serie regolari 106 500 €+H – Terra rossa – 32S/32Q/16D Singolare - Doppio                          | Marcin Gawron Andriej Kapaś 6–3, 6–4                               | Andrej Golubev Jurij Ščukin                      | Albert Montañés Daniel Muñoz de la Nava  | João Souza Horacio Zeballos Federico Delbonis Alessandro Giannessi           |
| 12 settembre | American Express - TED Open 2011 Istanbul, Turchia Serie regolari 100 000 € – Cemento – 32S/32Q/16D Singolare - Doppio                        | Denis Istomin 7–6(6), 6–4                                          | Philipp Kohlschreiber                            | Malek Jaziri Ričardas Berankis           | Arnau Brugués-Davi Mikhail Ledovskikh James McGee Michail Kukuškin           |
| 12 settembre | American Express - TED Open 2011 Istanbul, Turchia Serie regolari 100 000 € – Cemento – 32S/32Q/16D Singolare - Doppio                        | Carsten Ball Andre Begemann 6–2, 6–4                               | Grégoire Burquier Yannick Mertens                | Malek Jaziri Ričardas Berankis           | Arnau Brugués-Davi Mikhail Ledovskikh James McGee Michail Kukuškin           |
| 12 settembre | Banja Luka Challenger 2011 Banja Luka, Bosnia Erzegovina Serie regolari 64 000 €+H – Terra rossa – 32S/32Q/16D Singolare - Doppio             | Bobby Reynolds 6–1, 6–3                                            | Michael McClune                                  | Sam Querrey Michael Russell              | Alex Bogdanović Daniel Kosakowski Tim Smyczek Rajeev Ram                     |
| 12 settembre | Banja Luka Challenger 2011 Banja Luka, Bosnia Erzegovina Serie regolari 64 000 €+H – Terra rossa – 32S/32Q/16D Singolare - Doppio             | David Martin Bobby Reynolds 6–4, 6–2                               | Sam Querrey Chris Wettengel                      | Sam Querrey Michael Russell              | Alex Bogdanović Daniel Kosakowski Tim Smyczek Rajeev Ram                     |
| 12 settembre | USTA Challenger of Oklahoma 2011 Tulsa, USA Serie regolari 50 000 € – Cemento – 32S/32Q/16D Singolare - Doppio                                | Bobby Reynolds 6–1, 6–3                                            | Michael McClune                                  | Sam Querrey Michael Russell              | Alex Bogdanović Daniel Kosakowski Tim Smyczek Rajeev Ram                     |
| 12 settembre | USTA Challenger of Oklahoma 2011 Tulsa, USA Serie regolari 50 000 € – Cemento – 32S/32Q/16D Singolare - Doppio                                | David Martin Bobby Reynolds 6–4, 6–2                               | Sam Querrey Chris Wettengel                      | Sam Querrey Michael Russell              | Alex Bogdanović Daniel Kosakowski Tim Smyczek Rajeev Ram                     |
| 12 settembre | BH Tennis Open International Cup 2011 Belo Horizonte, Brasile Serie regolari 35 000 €+H – Terra rossa – 32S/32Q/16D Singolare - Doppio        | Júlio Silva 6–4, 6–4                                               | Gastão Elias                                     | Eduardo Schwank Ricardo Hocevar          | Máximo González Marco Trungelliti Eládio Ribeiro Neto Rogério Dutra da Silva |
| 12 settembre | BH Tennis Open International Cup 2011 Belo Horizonte, Brasile Serie regolari 35 000 €+H – Terra rossa – 32S/32Q/16D Singolare - Doppio        | Guido Andreozzi Eduardo Schwank 6–2, 6–4                           | Ricardo Hocevar Christian Lindell                | Eduardo Schwank Ricardo Hocevar          | Máximo González Marco Trungelliti Eládio Ribeiro Neto Rogério Dutra da Silva |
| 12 settembre | Ningbo Challenger 2011 Ningbo, Cina Serie regolari 35 000 €+H – Cemento – 32S/32Q/16D Singolare - Doppio                                      | Lu Yen-hsun 6–2, 3–6, 6–1                                          | Jürgen Zopp                                      | Aleksandr Kudrjavcev Cedrik-Marcel Stebe | Joshua Milton Dominik Meffert Zhang Ze Yang Tsung-hua                        |
| 12 settembre | Ningbo Challenger 2011 Ningbo, Cina Serie regolari 35 000 €+H – Cemento – 32S/32Q/16D Singolare - Doppio                                      | Karan Rastogi Divij Sharan 3–6, 7–6(3), [13–11]                    | Jan Hernych Jürgen Zopp                          | Aleksandr Kudrjavcev Cedrik-Marcel Stebe | Joshua Milton Dominik Meffert Zhang Ze Yang Tsung-hua                        |
| 12 settembre | Internazionali di Tennis dell'Umbria 2011 Todi, Italia Serie regolari 30 000 €+H – Terra rossa – 32S/32Q/16D Singolare - Doppio               | Carlos Berlocq 6–3, 6–1                                            | Filippo Volandri                                 | Paolo Lorenzi Benoît Paire               | Martin Fischer Dušan Lajovic Adrián Menéndez Maceiras Stefano Galvani        |
| 12 settembre | Internazionali di Tennis dell'Umbria 2011 Todi, Italia Serie regolari 30 000 €+H – Terra rossa – 32S/32Q/16D Singolare - Doppio               | Stefano Ianni Luca Vanni 6–4, 1–6, [11–9]                          | Martin Fischer Alessandro Motti                  | Paolo Lorenzi Benoît Paire               | Martin Fischer Dušan Lajovic Adrián Menéndez Maceiras Stefano Galvani        |
| 19 settembre | Tashkent Challenger 2011 Tashkent, Uzbekistan Serie regolari 125 000 €+H – Cemento – 32S/32Q/16D Singolare - Doppio                           | Denis Istomin 6–4, 6–3                                             | Jürgen Zopp                                      | Raven Klaasen Konstantin Kravčuk         | Denys Molčanov Tsung-hua Yang Murad Inoyatov Denis Matsukevich               |
| 19 settembre | Tashkent Challenger 2011 Tashkent, Uzbekistan Serie regolari 125 000 €+H – Cemento – 32S/32Q/16D Singolare - Doppio                           | Harri Heliövaara Denys Molčanov 7–6(5), 7–6(3)                     | John Paul Fruttero Raven Klaasen                 | Raven Klaasen Konstantin Kravčuk         | Denys Molčanov Tsung-hua Yang Murad Inoyatov Denis Matsukevich               |
| 19 settembre | Seguros Bolívar Open Cali 2011 Cali, Colombia Serie regolari 75 000 € – Terra rossa – 32S/32Q/16D Singolare - Doppio                          | Alejandro Falla 6–4, 6–3                                           | Eduardo Schwank                                  | Marco Trungelliti Víctor Estrella Burgos | Horacio Zeballos Facundo Bagnis Agustín Velotti Alejandro González           |
| 19 settembre | Seguros Bolívar Open Cali 2011 Cali, Colombia Serie regolari 75 000 € – Terra rossa – 32S/32Q/16D Singolare - Doppio                          | Juan Sebastián Cabal Robert Farah 7–5, 6–2                         | Facundo Bagnis Eduardo Schwank                   | Marco Trungelliti Víctor Estrella Burgos | Horacio Zeballos Facundo Bagnis Agustín Velotti Alejandro González           |
| 19 settembre | Izmir Cup 2011 Smirne, Turchia Regular series 64 000 €+H – Cemento – 32S/32Q/16D Singolare - Doppio                                           | Lukáš Lacko 6–4, 6–3                                               | Marsel İlhan                                     | Flavio Cipolla Steve Darcis              | Laurynas Grigelis Serhij Bubka C-A Brézac Ričardas Berankis                  |
| 19 settembre | Izmir Cup 2011 Smirne, Turchia Regular series 64 000 €+H – Cemento – 32S/32Q/16D Singolare - Doppio                                           | Travis Rettenmaier Simon Stadler 6–0, 6–2                          | Flavio Cipolla Thomas Fabbiano                   | Flavio Cipolla Steve Darcis              | Laurynas Grigelis Serhij Bubka C-A Brézac Ričardas Berankis                  |
| 19 settembre | ATP Challenger Trophy 2011 Trnava, Repubblica Slovacca Serie regolari 64 000 € – Terra rossa – 32S/32Q/16D Singolare - Doppio                 | Iñigo Cervantes-Huegun 6–4, 7–6(3)                                 | Pavol Cervenák                                   | Jan Hájek Kamil Čapkovič                 | Jaroslav Pospíšil Dušan Lojda Björn Phau Jurij Ščukin                        |
| 19 settembre | ATP Challenger Trophy 2011 Trnava, Repubblica Slovacca Serie regolari 64 000 € – Terra rossa – 32S/32Q/16D Singolare - Doppio                 | Colin Ebelthite Jaroslav Pospíšil 6–3, 6–4                         | Aljaksandr Bury Andrej Vasilevskij               | Jan Hájek Kamil Čapkovič                 | Jaroslav Pospíšil Dušan Lojda Björn Phau Jurij Ščukin                        |
| 19 settembre | BMW Ljubljana Open 2011 Lubiana, Slovenia Serie regolari 42 500 € – Terra rossa – 32S/32Q/16D Singolare - Doppio                              | Paolo Lorenzi 6–2, 6–4                                             | Grega Žemlja                                     | Aljaž Bedene Daniel Brands               | Iván Navarro Javier Martí Frank Dancevic Leonardo Mayer                      |
| 19 settembre | BMW Ljubljana Open 2011 Lubiana, Slovenia Serie regolari 42 500 € – Terra rossa – 32S/32Q/16D Singolare - Doppio                              | Aljaž Bedene Grega Žemlja 6–3, 6(10)–7, [12–10]                    | Roberto Bautista Agut Iván Navarro               | Aljaž Bedene Daniel Brands               | Iván Navarro Javier Martí Frank Dancevic Leonardo Mayer                      |
| 19 settembre | Campeonato Internacional de Tênis de Campinas 2011 Campinas, Brasile Serie regolari 35 000 €+H – Terra rossa – 32S/32Q/16D Singolare - Doppio | Máximo González 6–3, 6–2                                           | Caio Zampieri                                    | Júlio Silva Rogério Dutra da Silva       | Gastão Elias Marcel Felder Denis Gremelmayr André Ghem                       |
| 19 settembre | Campeonato Internacional de Tênis de Campinas 2011 Campinas, Brasile Serie regolari 35 000 €+H – Terra rossa – 32S/32Q/16D Singolare - Doppio | Marcel Felder Caio Zampieri 7–5, 6–4                               | Fabricio Neis João Pedro Sorgi                   | Júlio Silva Rogério Dutra da Silva       | Gastão Elias Marcel Felder Denis Gremelmayr André Ghem                       |
| 26 settembre | Aguascalientes Open 2011 Aguascalientes, Messico Serie regolari 50 000 €+H – Terra rossa – 32S/32Q/16D Singolare - Doppio                     | Juan Sebastián Cabal 6–4, 7–6(3)                                   | Robert Farah                                     | Eduardo Schwank Matteo Marrai            | Eduardo Struvay Facundo Bagnis Roman Borvanov Máximo González                |
| 26 settembre | Aguascalientes Open 2011 Aguascalientes, Messico Serie regolari 50 000 €+H – Terra rossa – 32S/32Q/16D Singolare - Doppio                     | Daniel Garza Santiago González 6–4, 5–7, [11–9]                    | Júlio César Campozano Víctor Estrella Burgos     | Eduardo Schwank Matteo Marrai            | Eduardo Struvay Facundo Bagnis Roman Borvanov Máximo González                |
| 26 settembre | Recife Open Internacional de Tenis 2011 Recife, Brasile Serie regolari 50 000 € – Cemento – 32S/32Q/16D Singolare - Doppio                    | Ricardo Mello 7–6(5), 6–3                                          | Rogério Dutra da Silva                           | Caio Zampieri Júlio Silva                | Peter Gojowczyk Denis Gremelmayr Rafael Camilo Marcelo Demoliner             |
| 26 settembre | Recife Open Internacional de Tenis 2011 Recife, Brasile Serie regolari 50 000 € – Cemento – 32S/32Q/16D Singolare - Doppio                    | Guido Andreozzi Marcel Felder 6–3, 6–3                             | Rodrigo Grilli André Miele                       | Caio Zampieri Júlio Silva                | Peter Gojowczyk Denis Gremelmayr Rafael Camilo Marcelo Demoliner             |
| 26 settembre | Tennislife Cup 2011 Napoli, Italia Serie regolari 42 500 €+H – Terra rossa – 32S/32Q/16D Singolare - Doppio                                   | Leonardo Mayer 6–3, 6–4                                            | Alessandro Giannessi                             | Andreas Beck Adrian Ungur                | Gianluca Naso Filippo Volandri Antonio Veić Carlos Berlocq                   |
| 26 settembre | Tennislife Cup 2011 Napoli, Italia Serie regolari 42 500 €+H – Terra rossa – 32S/32Q/16D Singolare - Doppio                                   | Jurij Ščukin Antonio Veić 6(5)–7, 7–5, [10–8]                      | Hsieh Cheng-peng Lee Hsin-han                    | Andreas Beck Adrian Ungur                | Gianluca Naso Filippo Volandri Antonio Veić Carlos Berlocq                   |
| 26 settembre | Torneo Tenis Ciudad de Madrid 2011 Madrid, Spagna Serie regolari 42 500 € – Terra rossa – 32S/32Q/16D Singolare - Doppio                      | Jérémy Chardy 6–1, 5–7, 7–6(3)                                     | Daniel Gimeno Traver                             | Rui Machado Rubén Ramírez Hidalgo        | Paolo Lorenzi Guillermo Olaso Éric Prodon Iván Navarro                       |
| 26 settembre | Torneo Tenis Ciudad de Madrid 2011 Madrid, Spagna Serie regolari 42 500 € – Terra rossa – 32S/32Q/16D Singolare - Doppio                      | David Marrero Rubén Ramírez Hidalgo 6–4, 6(8)–7, [11–9]            | Daniel Gimeno Traver Morgan Phillips             | Rui Machado Rubén Ramírez Hidalgo        | Paolo Lorenzi Guillermo Olaso Éric Prodon Iván Navarro                       |

### Ottobre
| Settimana  | Torneo | Campione                                                  | Finalista                                | Semifinalisti                                | Eliminati ai quarti                                                     |
| ---------- | --- | --------------------------------------------------------- | ---------------------------------------- | -------------------------------------------- | ----------------------------------------------------------------------- |
| 3 ottobre  | Ethias Trophy 2011 Mons, Belgio Serie regolari 106 500 €+H – Cemento – 32S/32Q/16D Singolare - Doppio                                 | Andreas Seppi 2–6, 6–3, 7–6(4)                            | Julien Benneteau                         | David Goffin Ričardas Berankis               | Alejandro Falla Tobias Kamke Nicolas Mahut Steve Darcis                 |
| 3 ottobre  | Ethias Trophy 2011 Mons, Belgio Serie regolari 106 500 €+H – Cemento – 32S/32Q/16D Singolare - Doppio                                 | Johan Brunström Ken Skupski 7–6(4), 6–3                   | Kenny de Schepper Édouard Roger-Vasselin | David Goffin Ričardas Berankis               | Alejandro Falla Tobias Kamke Nicolas Mahut Steve Darcis                 |
| 3 ottobre  | Natomas Men's Professional Tennis Tournament 2011 Sacramento, USA Serie regolari 100 000 € – Cemento – 32S/32Q/16D Singolare - Doppio | Ivo Karlović 6–4, 3–6, 6–4                                | James Blake                              | Alex Kuznetsov Sam Querrey                   | Jack Sock Bobby Reynolds Uladzimir Ihnacik Thiemo de Bakker             |
| 3 ottobre  | Natomas Men's Professional Tennis Tournament 2011 Sacramento, USA Serie regolari 100 000 € – Cemento – 32S/32Q/16D Singolare - Doppio | Carsten Ball Chris Guccione 7–6(3), 1–6, [10–5]           | Nicholas Monroe Jack Sock                | Alex Kuznetsov Sam Querrey                   | Jack Sock Bobby Reynolds Uladzimir Ihnacik Thiemo de Bakker             |
| 3 ottobre  | Sicilia Classic 2011 Palermo, Italia Serie regolari 42 500 €+H – Terra rossa – 32S/32Q/16D Singolare - Doppio                         | Carlos Berlocq 6–1, 6–1                                   | Adrian Ungur                             | Diego Junqueira Andreas Beck                 | Pavol Červenák Frederico Gil Blaž Kavčič Antonio Veić                   |
| 3 ottobre  | Sicilia Classic 2011 Palermo, Italia Serie regolari 42 500 €+H – Terra rossa – 32S/32Q/16D Singolare - Doppio                         | Tomasz Bednarek Mateusz Kowalczyk 6–2, 6–4                | Aljaksandr Bury Andrej Vasilevskij       | Diego Junqueira Andreas Beck                 | Pavol Červenák Frederico Gil Blaž Kavčič Antonio Veić                   |
| 10 ottobre | Tiburon Challenger 2011 Tiburon, USA Serie regolari 100 000 € – Cemento – 32S/32Q/16D Singolare - Doppio                              | Ivo Karlović 6(2)–7, 6–1, 6–4                             | Sam Querrey                              | Ryan Sweeting Björn Phau                     | Vasek Pospisil Alex Kuznetsov Laurynas Grigelis Martin Fischer          |
| 10 ottobre | Tiburon Challenger 2011 Tiburon, USA Serie regolari 100 000 € – Cemento – 32S/32Q/16D Singolare - Doppio                              | Steve Johnson Sam Querrey 6–1, 5–7, [10–6]                | Carsten Ball Chris Guccione              | Ryan Sweeting Björn Phau                     | Vasek Pospisil Alex Kuznetsov Laurynas Grigelis Martin Fischer          |
| 10 ottobre | Open de Rennes 2011 Rennes, Francia Serie regolari 64 000 €+H – Cemento – 32S/32Q/16D Singolare - Doppio                              | Julien Benneteau 6–4, 6–3                                 | Olivier Rochus                           | Édouard Roger-Vasselin Roberto Bautista Agut | Gilles Müller Ruben Bemelmans Malek Jaziri Nicolas Mahut                |
| 10 ottobre | Open de Rennes 2011 Rennes, Francia Serie regolari 64 000 €+H – Cemento – 32S/32Q/16D Singolare - Doppio                              | Martin Emmrich Andreas Siljeström 6–4, 6–4                | Kenny de Schepper Édouard Roger-Vasselin | Édouard Roger-Vasselin Roberto Bautista Agut | Gilles Müller Ruben Bemelmans Malek Jaziri Nicolas Mahut                |
| 17 ottobre | Open d'Orléans 2011 Orléans, Francia Serie regolari 106 500 €+H – Cemento – 32S/32Q/16D Singolare - Doppio                            | Michaël Llodra 7–5, 6–1                                   | Arnaud Clément                           | Ričardas Berankis Andreas Beck               | Adrián Menéndez Maceiras Augustin Gensse Dustin Brown Mathieu Rodrigues |
| 17 ottobre | Open d'Orléans 2011 Orléans, Francia Serie regolari 106 500 €+H – Cemento – 32S/32Q/16D Singolare - Doppio                            | Pierre-Hugues Herbert Nicolas Renavand 7–5, 6–3           | David Škoch Simone Vagnozzi              | Ričardas Berankis Andreas Beck               | Adrián Menéndez Maceiras Augustin Gensse Dustin Brown Mathieu Rodrigues |
| 17 ottobre | Samsung Securities Cup 2011 Seul, Corea del Sud Serie regolari 100 000 €+H – Cemento – 32S/32Q/16D Singolare - Doppio                 | Lu Yen-hsun 7–5, 6–3                                      | Wang Yeu-tzuoo                           | Stéphane Bohli Amer Delić                    | Rik De Voest Marco Chiudinelli Tsung-hua Yang Chung Hong                |
| 17 ottobre | Samsung Securities Cup 2011 Seul, Corea del Sud Serie regolari 100 000 €+H – Cemento – 32S/32Q/16D Singolare - Doppio                 | Sanchai Ratiwatana Sonchat Ratiwatana 6–4, 7–6(3)         | Purav Raja Divij Sharan                  | Stéphane Bohli Amer Delić                    | Rik De Voest Marco Chiudinelli Tsung-hua Yang Chung Hong                |
| 17 ottobre | Cerveza Club Premium Open 2011 Quito, Ecuador Serie regolari 35 000 €+H – Terra rossa – 32S/32Q/16D Singolare - Doppio                | Sebastián Decoud 6–3, 7–6(3)                              | Daniel Muñoz de la Nava                  | Andre Begemann Rubén Ramírez Hidalgo         | Facundo Bagnis Carlos Salamanca Guillaume Rufin Benjamin Balleret       |
| 17 ottobre | Cerveza Club Premium Open 2011 Quito, Ecuador Serie regolari 35 000 €+H – Terra rossa – 32S/32Q/16D Singolare - Doppio                | Juan Sebastián Gómez Maciek Sykut 3–6, 7–5, [10–8]        | Andre Begemann Izak van der Merwe        | Andre Begemann Rubén Ramírez Hidalgo         | Facundo Bagnis Carlos Salamanca Guillaume Rufin Benjamin Balleret       |
| 24 ottobre | Aberto Rio Preto 2011 São José do Rio Preto, Brasile Serie regolari 50 000 €+H – Terra rossa – 32S/32Q/16D Singolare - Doppio         | Ricardo Mello 6–4, 6–2                                    | Eduardo Schwank                          | Rui Machado Thyago Alves                     | Martín Alund Gianluca Naso Pablo Galdón Rubén Ramírez Hidalgo           |
| 24 ottobre | Aberto Rio Preto 2011 São José do Rio Preto, Brasile Serie regolari 50 000 €+H – Terra rossa – 32S/32Q/16D Singolare - Doppio         | Frederico Gil Jaroslav Pospíšil 6–4, 6–4                  | Franco Ferreiro Rubén Ramírez Hidalgo    | Rui Machado Thyago Alves                     | Martín Alund Gianluca Naso Pablo Galdón Rubén Ramírez Hidalgo           |
| 31 ottobre | Charlottesville Men's Pro Challenger 2011 Charlottesville, USA Serie regolari 50 000 € – Cemento – 32S/32Q/16D Singolare - Doppio     | Izak van der Merwe 4–6, 6–3, 6–4                          | Jesse Levine                             | Denis Kudla Harri Heliövaara                 | Alex Bogdanović Bobby Reynolds Vincent Millot Michael Russell           |
| 31 ottobre | Charlottesville Men's Pro Challenger 2011 Charlottesville, USA Serie regolari 50 000 € – Cemento – 32S/32Q/16D Singolare - Doppio     | Treat Conrad Huey Dominic Inglot 6–4, 3–6, [10–7]         | John Paul Fruttero Raven Klaasen         | Denis Kudla Harri Heliövaara                 | Alex Bogdanović Bobby Reynolds Vincent Millot Michael Russell           |
| 31 ottobre | Seguros Bolívar Open Medellín 2011 Medellín, Colombia Serie regolari 50 000 €+H – Terra rossa – 32S/32Q/16D Singolare - Doppio        | Víctor Estrella Burgos 6(2)–7, 6–4, 6–4                   | Alejandro Falla                          | Paul Capdeville João Souza                   | Facundo Bagnis Nicolás Massú Eduardo Struvay Éric Prodon                |
| 31 ottobre | Seguros Bolívar Open Medellín 2011 Medellín, Colombia Serie regolari 50 000 €+H – Terra rossa – 32S/32Q/16D Singolare - Doppio        | Paul Capdeville Nicolás Massú 6–2, 4–6, [10–8]            | Alessio di Mauro Matteo Viola            | Paul Capdeville João Souza                   | Facundo Bagnis Nicolás Massú Eduardo Struvay Éric Prodon                |
| 31 ottobre | Bauer Watertechnology Cup 2011 Eckental, Germania Serie regolari 30 000 €+H – Sintetico – 32S/32Q/16D Singolare - Doppio              | Rajeev Ram 6–4, 6–2                                       | Karol Beck                               | Daniel Brands Andreas Beck                   | Ruben Bemelmans Kevin Krawietz Jan Hernych Dustin Brown                 |
| 31 ottobre | Bauer Watertechnology Cup 2011 Eckental, Germania Serie regolari 30 000 €+H – Sintetico – 32S/32Q/16D Singolare - Doppio              | Andre Begemann Aleksandr Kudrjavcev 6–3, 3–6, [11–9]      | James Cerretani Adil Shamasdin           | Daniel Brands Andreas Beck                   | Ruben Bemelmans Kevin Krawietz Jan Hernych Dustin Brown                 |
| 31 ottobre | São Léo Open 2011 São Leopoldo, Brasile Serie regolari 35 000 €+H – Terra rossa – 32S/32Q/16D Singolare - Doppio                      | Leonardo Mayer 7–5, 7–6(1)                                | Nikola Ćirić                             | Rui Machado Juan Pablo Brzezicki             | Wayne Odesnik Ricardo Mello André Ghem Rubén Ramírez Hidalgo            |
| 31 ottobre | São Léo Open 2011 São Leopoldo, Brasile Serie regolari 35 000 €+H – Terra rossa – 32S/32Q/16D Singolare - Doppio                      | Franco Ferreiro Rubén Ramírez Hidalgo 6(4)–7, 6–3, [11–9] | Gastão Elias Frederico Gil               | Rui Machado Juan Pablo Brzezicki             | Wayne Odesnik Ricardo Mello André Ghem Rubén Ramírez Hidalgo            |

### Novembre
| Settimana   | Torneo | Campione                                           | Finalista                          | Semifinalisti                         | Eliminati ai quarti                                                            |
| ----------- | --- | -------------------------------------------------- | ---------------------------------- | ------------------------------------- | ------------------------------------------------------------------------------ |
| 7 novembre  | Challenger de Buenos Aires 2011 Buenos Aires, Argentina Serie regolari 75 000 € – Cemento – 32S/32Q/16D Singolare - Doppio             | Carlos Berlocq 6–1, 7–6(3)                         | Gastão Elias                       | Máximo González Júlio Silva           | Facundo Bagnis Diego Junqueira Frederico Gil Wayne Odesnik                     |
| 7 novembre  | Challenger de Buenos Aires 2011 Buenos Aires, Argentina Serie regolari 75 000 € – Cemento – 32S/32Q/16D Singolare - Doppio             | Carlos Berlocq Eduardo Schwank 6(1)–7, 6–4, [10–7] | Marcel Felder Jaroslav Pospíšil    | Máximo González Júlio Silva           | Facundo Bagnis Diego Junqueira Frederico Gil Wayne Odesnik                     |
| 7 novembre  | Internazionali Tennis Val Gardena Südtirol 2011 Urtijëi, Italia Serie regolari 64 000 €+H – Sintetico – 32S/32Q/16D Singolare - Doppio | Rajeev Ram 7–5, 3–6, 7–6(6)                        | Jan Hernych                        | Philipp Petzschner Konstantin Kravčuk | Benjamin Becker Federico Delbonis Marcel Zimmermann Ruben Bemelmans            |
| 7 novembre  | Internazionali Tennis Val Gardena Südtirol 2011 Urtijëi, Italia Serie regolari 64 000 €+H – Sintetico – 32S/32Q/16D Singolare - Doppio | Dustin Brown Lovro Zovko 6–4, 7–6(4)               | Philipp Petzschner Alexander Waske | Philipp Petzschner Konstantin Kravčuk | Benjamin Becker Federico Delbonis Marcel Zimmermann Ruben Bemelmans            |
| 7 novembre  | Knoxville Challenger 2011 Knoxville, USA Serie regolari 50 000 € – Cemento – 32S/32Q/16D Singolare - Doppio                            | Jesse Levine 6–2, 6–3                              | Brian Baker                        | Jamie Baker Mirza Bašić               | Michael Russell Uladzimir Ihnacik Vasek Pospisil Harri Heliövaara              |
| 7 novembre  | Knoxville Challenger 2011 Knoxville, USA Serie regolari 50 000 € – Cemento – 32S/32Q/16D Singolare - Doppio                            | Steve Johnson Austin Krajicek 3–6, 6–4, [13–11]    | Adam Hubble Frederik Nielsen       | Jamie Baker Mirza Bašić               | Michael Russell Uladzimir Ihnacik Vasek Pospisil Harri Heliövaara              |
| 7 novembre  | IPP Trophy 2011 Ginevra, Svizzera Serie regolari 64 000 €+H – Cemento – 32S/32Q/16D Singolare - Doppio                                 | Malek Jaziri 4–6, 6–3, 6–3                         | Miša Zverev                        | Ričardas Berankis Steve Darcis        | Marco Chiudinelli David Goffin Horacio Zeballos Stéphane Bohli                 |
| 7 novembre  | IPP Trophy 2011 Ginevra, Svizzera Serie regolari 64 000 €+H – Cemento – 32S/32Q/16D Singolare - Doppio                                 | Igor' Andreev Evgenij Donskoj 7–6(1), 7–6(2)       | James Cerretani Adil Shamasdin     | Ričardas Berankis Steve Darcis        | Marco Chiudinelli David Goffin Horacio Zeballos Stéphane Bohli                 |
| 7 novembre  | GB Pro-Series Loughborough 2011 Loughborough, Gran Bretagna Serie regolari 42 500 € – Cemento – 32S/32Q/16D Singolare - Doppio         | Tobias Kamke 6–2, 7–5                              | Flavio Cipolla                     | Aljaž Bedene Peter Torebko            | Andreas Haider-Maurer Andreas Beck Gō Soeda Andre Begemann                     |
| 7 novembre  | GB Pro-Series Loughborough 2011 Loughborough, Gran Bretagna Serie regolari 42 500 € – Cemento – 32S/32Q/16D Singolare - Doppio         | Jamie Delgado Jonathan Marray 6–2, 6–2             | Sam Barry Daniel Glancy            | Aljaž Bedene Peter Torebko            | Andreas Haider-Maurer Andreas Beck Gō Soeda Andre Begemann                     |
| 14 novembre | ATP Challenger Tour Finals 2011 San Paolo, Brasile Serie regolari 220 000 €+H – Cemento – 8S Singolare                                 | Cedrik-Marcel Stebe 6–2, 6–4                       | Dudi Sela                          | Andreas Beck Thomaz Bellucci          | Round Robin losers Rui Machado Martin Kližan Matthias Bachinger Bobby Reynolds |
| 14 novembre | Slovak Open 2011 Bratislava, Slovacchia Serie regolari 85 000 €+H – Cemento – 32S/32Q/16D Singolare - Doppio                           | Lukáš Lacko 7–6(7), 6–2                            | Ričardas Berankis                  | Frank Dancevic Lukáš Rosol            | Michael Berrer Jan Minář Adrian Mannarino Serhij Stachovs'kyj                  |
| 14 novembre | Slovak Open 2011 Bratislava, Slovacchia Serie regolari 85 000 €+H – Cemento – 32S/32Q/16D Singolare - Doppio                           | Jan Hájek Lukáš Lacko 7–5, 7–5                     | Lukáš Rosol David Škoch            | Frank Dancevic Lukáš Rosol            | Michael Berrer Jan Minář Adrian Mannarino Serhij Stachovs'kyj                  |
| 14 novembre | ATP Salzburg Indoors 2011 Salisburgo, Austria Serie regolari 42 500 € – Cemento – 32S/32Q/16D Singolare - Doppio                       | Benoît Paire 6(6)–7, 6–4, 6–4                      | Grega Žemlja                       | Karol Beck Andreas Haider-Maurer      | Martin Fischer Björn Phau Peter Gojowczyk Nicolas Mahut                        |
| 14 novembre | ATP Salzburg Indoors 2011 Salisburgo, Austria Serie regolari 42 500 € – Cemento – 32S/32Q/16D Singolare - Doppio                       | Martin Fischer Philipp Oswald 6–3, 3–6, [14–12]    | Alexander Waske Lovro Zovko        | Karol Beck Andreas Haider-Maurer      | Martin Fischer Björn Phau Peter Gojowczyk Nicolas Mahut                        |
| 14 novembre | JSM Challenger of Champaign-Urbana 2011 Champaign, USA Serie regolari 50 000 € – Cemento – 32S/32Q/16D Singolare - Doppio              | Alex Kuznetsov 6–1, 6–3                            | Rik De Voest                       | Michael Russell Peter Polansky        | Amer Delić Harri Heliövaara John-Patrick Smith Chris Guccione                  |
| 14 novembre | JSM Challenger of Champaign-Urbana 2011 Champaign, USA Serie regolari 50 000 € – Cemento – 32S/32Q/16D Singolare - Doppio              | Rik De Voest Izak van der Merwe 2–6, 6–3, [10–4]   | Martin Emmrich Andreas Siljeström  | Michael Russell Peter Polansky        | Amer Delić Harri Heliövaara John-Patrick Smith Chris Guccione                  |
| 14 novembre | Copa Petrobras Montevideo 2011 Montevideo, Uruguay Serie regolari 50 000 € – Terra rossa – 32S/32Q/16D Singolare - Doppio              | Carlos Berlocq 6–2, 7–5                            | Máximo González                    | Alessandro Giannessi Leonardo Mayer   | Facundo Bagnis João Souza Andrej Kuznecov Rogério Dutra da Silva               |
| 14 novembre | Copa Petrobras Montevideo 2011 Montevideo, Uruguay Serie regolari 50 000 € – Terra rossa – 32S/32Q/16D Singolare - Doppio              | Nikola Ćirić Goran Tošić 7–6(5), 7–6(4)            | Marcel Felder Diego Schwartzman    | Alessandro Giannessi Leonardo Mayer   | Facundo Bagnis João Souza Andrej Kuznecov Rogério Dutra da Silva               |
| 21 novembre | IPP Open 2011 Helsinki, Finlandia Serie regolari 106 500 €+H – Cemento – 32S/32Q/16D Singolare - Doppio                                | Daniel Brands 7–6(2), 7–6(5)                       | Matthias Bachinger                 | Frank Dancevic Dustin Brown           | Michał Przysiężny Jürgen Zopp Michail Elgin Michael Berrer                     |
| 21 novembre | IPP Open 2011 Helsinki, Finlandia Serie regolari 106 500 €+H – Cemento – 32S/32Q/16D Singolare - Doppio                                | Martin Emmrich Andreas Siljeström 6–4, 6–4         | James Cerretani Michal Mertiňák    | Frank Dancevic Dustin Brown           | Michał Przysiężny Jürgen Zopp Michail Elgin Michael Berrer                     |
| 21 novembre | Challenger Ciudad de Guayaquil 2011 Guayaquil, Ecuador Serie regolari 50 000 €+H – Terra rossa – 32S/32Q/16D Singolare - Doppio        | Matteo Viola 6–4, 6–1                              | Guido Pella                        | Rubén Ramírez Hidalgo Pedro Sousa     | Pavol Červenák Wayne Odesnik Andrés Molteni Pablo Galdón                       |
| 21 novembre | Challenger Ciudad de Guayaquil 2011 Guayaquil, Ecuador Serie regolari 50 000 €+H – Terra rossa – 32S/32Q/16D Singolare - Doppio        | Júlio César Campozano Roberto Quiroz 6–4, 6–1      | Marcel Felder Rodrigo Grilli       | Rubén Ramírez Hidalgo Pedro Sousa     | Pavol Červenák Wayne Odesnik Andrés Molteni Pablo Galdón                       |
| 21 novembre | Toyota Challenger 2011 Toyota, Giappone Serie regolari 35 000 €+H – Sintetico – 32S/32Q/16D Singolare - Doppio                         | Tatsuma Itō 6–4, 6–2                               | Sebastian Rieschick                | Yūichi Sugita Takao Suzuki            | Gō Soeda Yuki Bhambri Toshihide Matsui Yasutaka Uchiyama                       |
| 21 novembre | Toyota Challenger 2011 Toyota, Giappone Serie regolari 35 000 €+H – Sintetico – 32S/32Q/16D Singolare - Doppio                         | Hiroki Kondo Yi Chu-huan 6–4, 6–1                  | Gao Peng Gao Wan                   | Yūichi Sugita Takao Suzuki            | Gō Soeda Yuki Bhambri Toshihide Matsui Yasutaka Uchiyama                       |